# Dansa de la Moma
La dansa de la Moma és una dansa popular valenciana interpretada durant la festa del Corpus Christi de València, Xàtiva i altres indrets del País Valencià.

## Característiques
És una dansa d'un gran contingut didàctic-religiós, molt al voltant del corrent moralitzador de l'Església als segles xvi i xvii, època en què va haver de sorgir aquesta dansa, coincidint amb l'inici de la tradició d'una cavalcada a vigílies del Corpus (la Cavalcada del Convit que comença el 1615) per convidar la gent a participar en la processó.
És la dansa de més contingut simbòlic de les interpretades durant la festivitat del Corpus, com que s'hi simbolitza la lluita entre la virtut, coneguda com La Moma i els pecats capitals o vicis, anomenats els Momos, amb un final molt significatiu: la virtut venç el pecat i per això la Moma colpeja amb un petit ceptre, amb el qual complementa la seva indumentària, a cadascun dels pecats capitals, simbolitzant el seu triomf a la batalla de la vida.
La representen vuit dansaires amb una indumentària plena de significat, la Moma, que és el personatge central de la dansa, va vestida tota de blanc, color que simbolitza la Gràcia, per la seva banda, els Momos, porten un vestit en què predomina el negre i el vermell, símbol i representació de l'infern i del dimoni. La música és molt senzilla, una dolçaina toca la melodia i un tabal l'acompanya amb un ritme ternari. Es duu a terme en diverses poblacions del País Valencià, com València, Sueca, Gandia, Xativa, Ontinyent, Silla i Benetúser. Aquesta dansa sempre ha estat interpretada per homes, fins i tot al paper de la Virtut que va vestida de dona.
Per dur a terme aquest ball, hi ha dos requisits previs:
- tenir un perfecte coneixement dels passos de la dansa, la qual, encara que no és complexa, és esgotadora, ja que pot durar uns dotze minuts.[5]

- tenir un vestit en propietat. Hi ha una tradició per la qual per poder representar la dansa s'ha de tenir un vestit personal de cadascú. Així, quatre persones de l'Associació d'Amics de les danses del Corpus, en haver interpretat la Moma, tenen el seu propi vestit.[4]

## Història
Cal cercar l'origen d'aquesta dansa a les roques i als misteris i «jocs» que s'hi representaven damunt. Les roques són definides sovint com a carros triomfals, i es van concebre com un tipus d'escenari mòbil tirats per força animal. Aquestes roques participaven a les festes del Corpus, recorrent el mateix circuit que la processó, però abans d'aquesta.
El ball dels momos (al principi només ballaven aquests) sembla tenir origen francès i va haver d'entrar a la península ibèrica al llarg del segle xv. Es documentat des del 1459, any en què durant les celebracions de l'entrada de Joan II i Joana Enríquez a la ciutat per jurar Els Furs, es va interpretar, per la qual cosa com passa amb les roques, les danses eren interpretades en celebracions de caràcter civil encara que posteriorment s'incorporessin a les festes del Corpus.
El 1544 hi ha documents que acrediten la participació d'aquesta dansa a la festa del Corpus, estant lligada a les roques en aquesta data.
Entre aquestes roques, es té documentació que testifica les havia representant l'Infern i el Judici, i es pensa havien de tenir música i danses, perquè en la documentació existent sobre les despeses de les celebracions per la visita a la ciutat de Carles I el 1528, al compte de despeses de 1533 se cita el pagament de quatre ducats als músics que tocaven en aquestes Roques. També es creu que aquestes danses podien anar acompanyades de pantomimes. La dansa dels mossos havia de formar-ne part.
Un fet curiós és l'absència de la figura de La Moma en documents fins al 1780, cosa que fa pensar que hi havia balls de momos, però fins a aquesta data no es pot assegurar l'existència d'una figura que representés la Virtut. És a partir de la incorporació d'aquesta figura femenina que la dansa adquireix més importància i es converteix en el referent de les danses de Corpus de la ciutat. Amb anterioritat les danses del Cavallets, la comparsa de la Degolla i fins i tot els nanos, havien tingut aquesta primacia a la festa del Corpus.
La dansa es va interpretar a les festes de Corpus fins pràcticament 1936, sent normal que les interpretessen sempre les mateixes persones, transmetent el seu ensenyament de pares a fills. A més, els dansaires obtenien certs guanys de realitzar representacions en punts de la ciutat on residien gents de classes elevades com a nobles o gent adinerada.
Amb l'aturada de la guerra civil i l'abandó per part de certes famílies d'aquests costums, al voltant de 1940 va ser el mestre de ball Ramón Porta qui va transmetre a Manuel Arenas Andújar l'esquema de la dansa, conservant-se així de manera intacta tot i deixar-se de fer la dansa als actes del Corpus de la ciutat. Seguint aquest esquema el grup Alimara de la Societat Coral El Micalet va muntar de nou el ball de La Moma l'any 1977, utilitzant arxius fotogràfics i gravats pertanyents al mateix Arenas Andújar per confeccionar els vestits i complements dels diferents participants a la dansa.
En aquest primer any de la recuperació de la dansa als actes del Corpus de València, la figura de la virtut va ser representada per Ramon Chenovart. Els momos, com que es comptava amb pocs home que sabessin i volguessin fer el ball, van ser interpretats per tres homes (Pedro Alcázar, Sebastián Garrido i Fermín Pardo) i quatre dones (Amparo Reig, Amparo Martínez, María Jesús Galbis i Gema Vicedo)

## La indumentària dels dansaires
El vestit de la Moma és totalment blanc des del calçat (que pot ser bé una sabata baixa blanca o una espardenya) al barret. El seu vestit és de dues peces, una falda ampla i llarga de color blanc, i un gipó (peça rígida que cobria des de les espatlles fins a la cintura i que va estar de moda a Espanya entre els segles XV al XVII) del mateix color i tipus de teixit que la falda. Sobre la falda a la part davantera porta un davantal que fa joc amb una manteleta brodada sobre les espatlles. Cobreix la cara amb un antifaç, també blanc, i el cap, el coll i la part del darrere de l'esquena amb una mantellina en forma de mitja lluna, novament de color blanc. Sobre la mantellina blanca i adornant la testa una corona daurada decorada amb flors. Rematen la indumentària uns guants blancs que cobreixen les mans, igual que queden coberts els peus i les cames amb calces  també blanques. Com a complements porta a la mà dreta un ceptre amb l'escut de la ciutat mentre que a l'esquerra porta un gerro adornat.

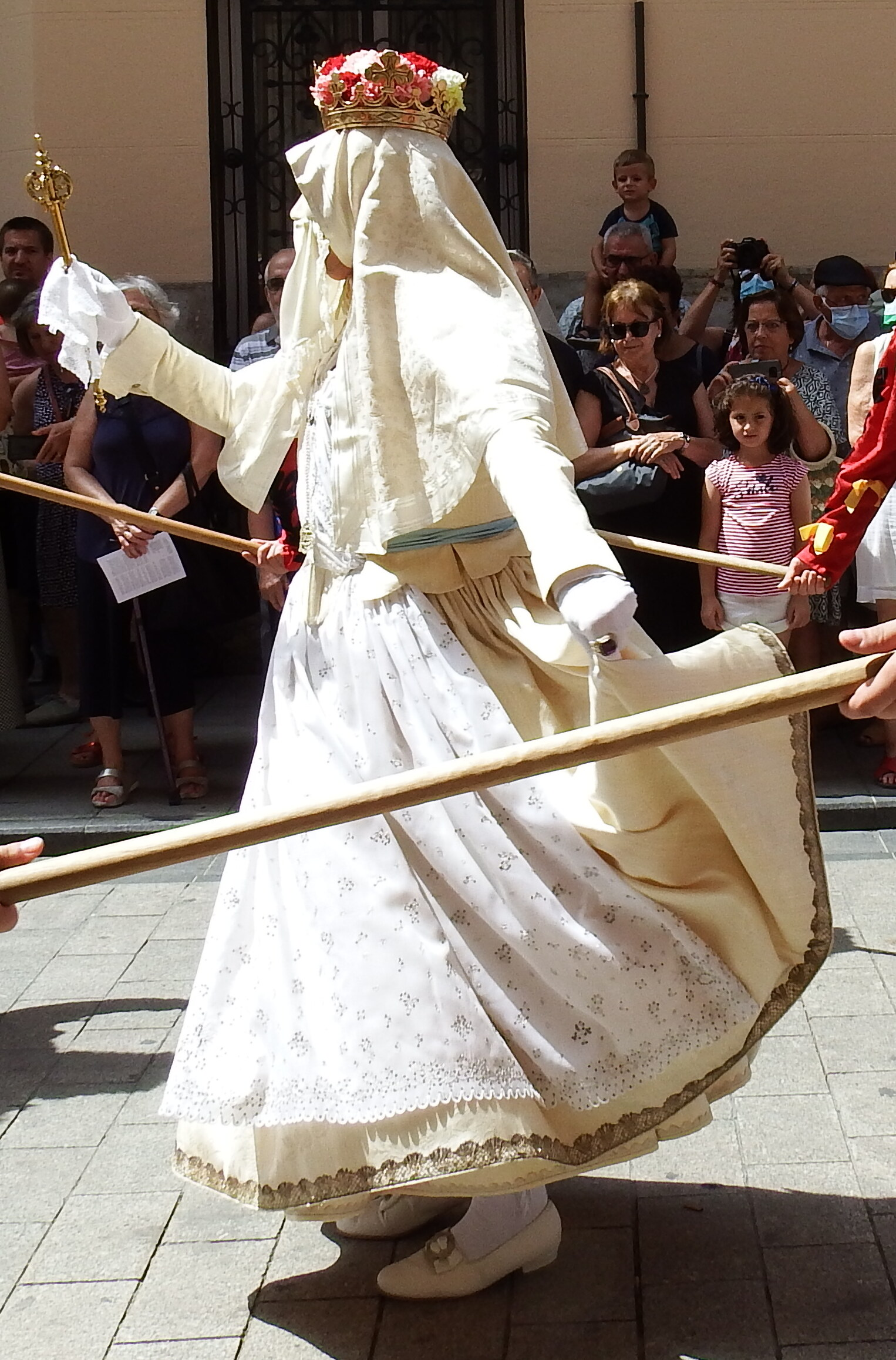
Vestit de la Moma
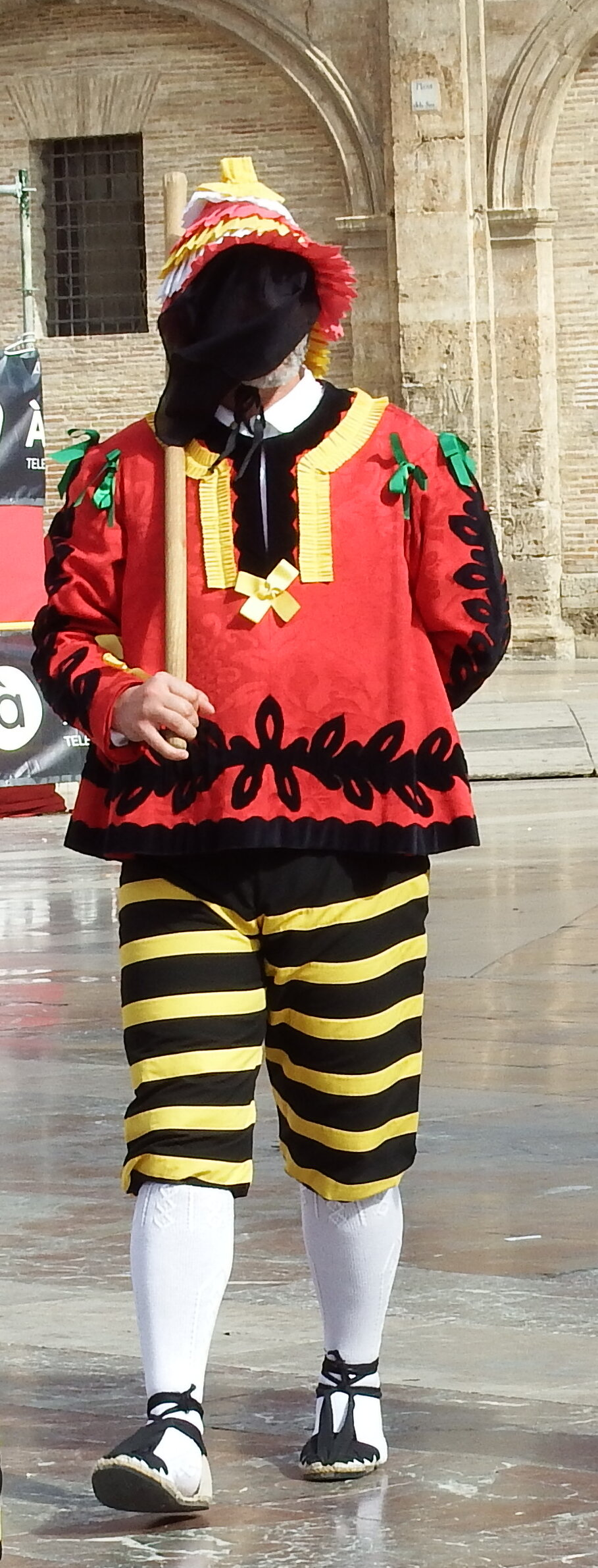
Vestit de Momo
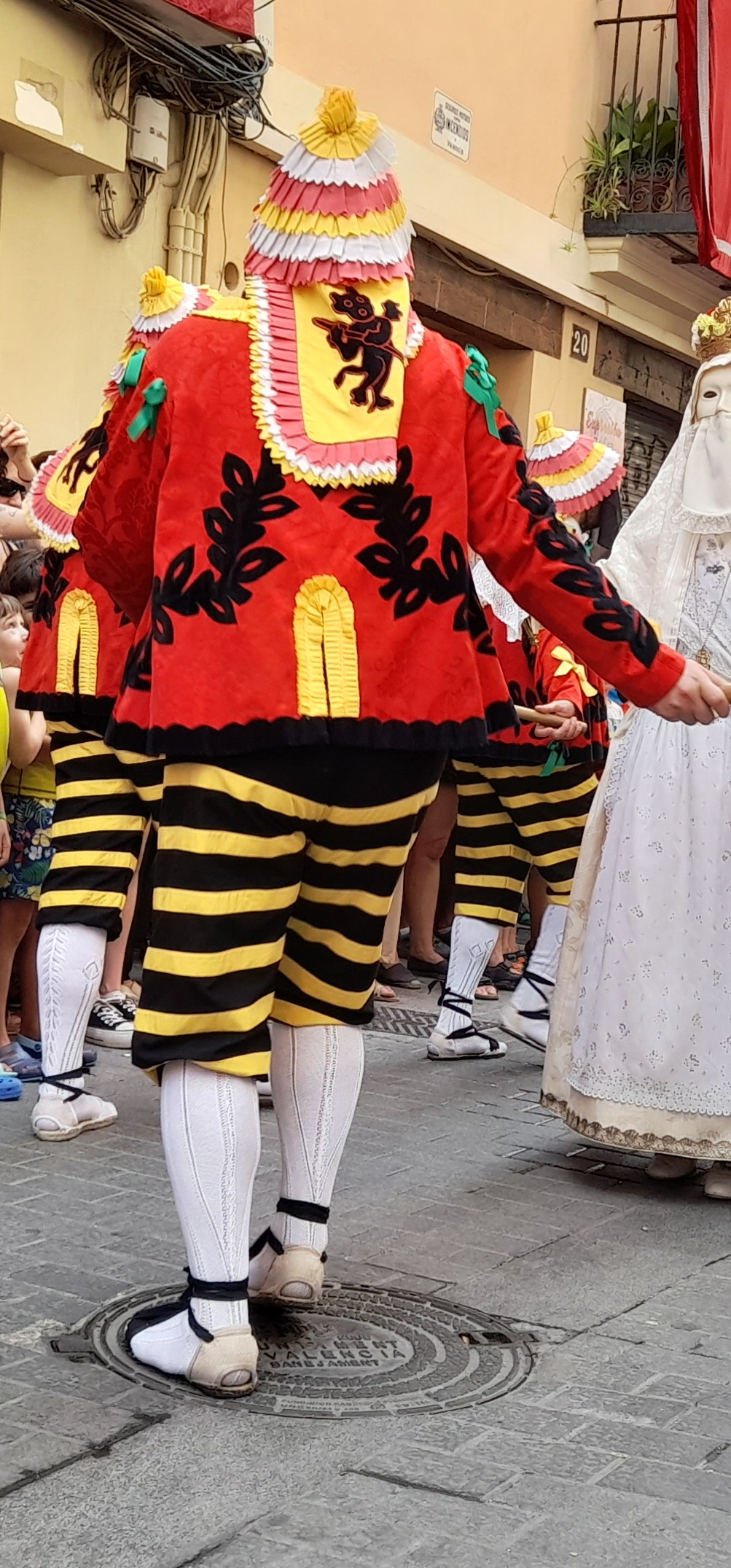
Detall del vestit de Momo per darrere

Per la seva banda els pecats, anomenats Momos, es calcen amb espardenyes de careta sobre unes calces blanques. Els calçons són curts en color negre amb bandes horitzontals grogues, i conjunten amb una ampla brusa de vellut granat amb una obertura frontal fins a mig cos, amb decoració orlada d'un volant groc que s'estén també pel coll. La brusa va decorada amb unes fulles i branques de color negre superposades sobre les mànigues i part inferior. A l'igual que la Moma porten el rostre i el cap coberts, però en aquesta ocasió l'antifaç és negre, i el cap està tocat amb una gorra ampla en forma de caputxó amb adorns de volants de les mateixes característiques que el del coll de la brusa però de diferents colors. Del caputxó per la part del darrere sobresurt, tapant el coll i arribant a l'esquena, una mena de trapezi de tela groga, amb folre vermell, orlat amb volant groc (com el de la brusa), decorat al centre del trapezi amb una figura o quimera de color negre, al·lusiva a cadascun dels pecats capitals. Com a complement porten a la mà dreta un pal d'uns 90 cm de llarg ia l'esquerra unes castanyoles.

## Descripció de la dansa
En aquesta dansa, els intèrprets que representen els momos s'ajuden dels bastons o pals de 90 cm (que subjecten a la mà dreta) per a l'execució de les figures, mentre que fan sonar unes castanyoles que subjecten amb la mà esquerra.
La dansa es compon de dues melodies:
- La primera es repeteix tantes vegades com figures s'executen, i abans i després hi ha un sol del tabal. Durant aquesta melodia s'utilitza un únic pas que coincideix amb el propi de la tornada de la jota.
- La segona, serveix com a acompanyament a l'última figura, el paloteig (moment en què els dansaires romanen quiets al lloc, sense ballar, colpejant els pals).

Abans d'iniciar el ball, arriben al lloc de la dansa els participants en fila de dos en quatre grups, encapçalats pel segon i tercer pecat, portant sengles estendards (rematats a l'asta amb ram de fullaraca) decorats amb dibuixos de quimeres que simbolitzen el mal o l'infern; aquests estendards es deixen a terra quan comença el ball. El segueixen el quart i el cinquè pecat, el sisè i el setè, i tanca la comitiva el primer pecat amb la Moma. De vegades els estendards són portats per persones que no actuen a la dansa.

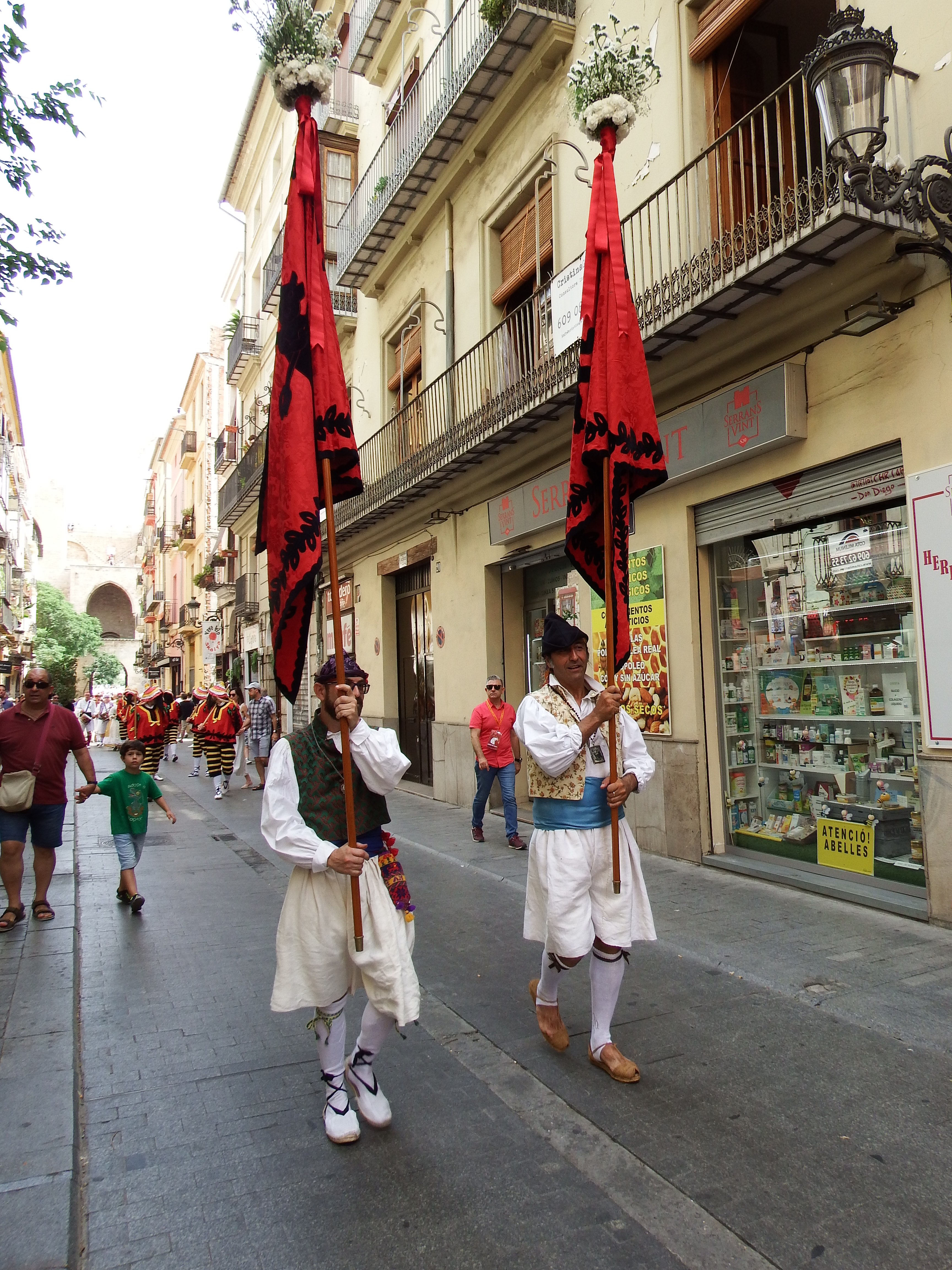
Estendards duts per no dansaires

Quan el segon i tercer momo deixen els seus estendards, es col·loquen, partint de la posició de marxa, formant una filera que comença al segon pecat i acaba amb el setè, mentre que el primer, de la mà de la Moma es col·loca davant de ells. En aquesta situació es realitzen les salutacions entre momos i Moma. Aquesta seria la primera figura.
A partir d'aquesta figura, en iniciar-se la melodia comencen a dansar els mossos al seu lloc i amb el pal en posició de ferms, girant sobre ells mateixos en certs moments, fins que acaba la melodia i fan una reverència com a salutació cap a la Moma, al qual respon tant ella com la seva parella, el primer pecat (la supèrbia).
Comença llavors el redoblament del tabalet en el seu sol, moment en què el primer pecat s'allunya de la Moma i passa trenant als restants pecats que segueixen dansant al seu mateix lloc d'inici, per emportar-se'ls i formar un cercle al voltant de la Moma, això té un gran simbolisme religiós: la supèrbia, el primer pecat capital i origen de tots els altres, intenta “tancar” a la virtut per sotmetre-la. És així com es forma el cercle que donarà lloc a la segona figura.
Un cop format aquest cercle al voltant de la Moma, comença la melodia de la dolçaina que donarà lloc a la segona figura, on els momos, agafant d'un extrem els pals formen una rotllana girant cap a la dreta, i després de tornar a la seu lloc, tornen a girar cap a l'esquerra. Després d'aquesta segona volta, cada momo agafa el seu pal, fa una reverència a la Moma i es manté dansant al seu lloc. Aquesta figura simbolitza el procés d'intimidació que els mossos exerceixen sobre la virtut, que està quieta al centre del cercle.

Darrere d'aquesta figura sona novament la melodia de la dolçaina i els mosmos alcen els seus pals formant una mena de gàbia on atrapen la Moma, que en un primer moment sembla que s'atemoreix, però es reanima i amb ajuda del seu ceptre trenca la simbòlica presó, moment en què cessa el so de la dolçaina.

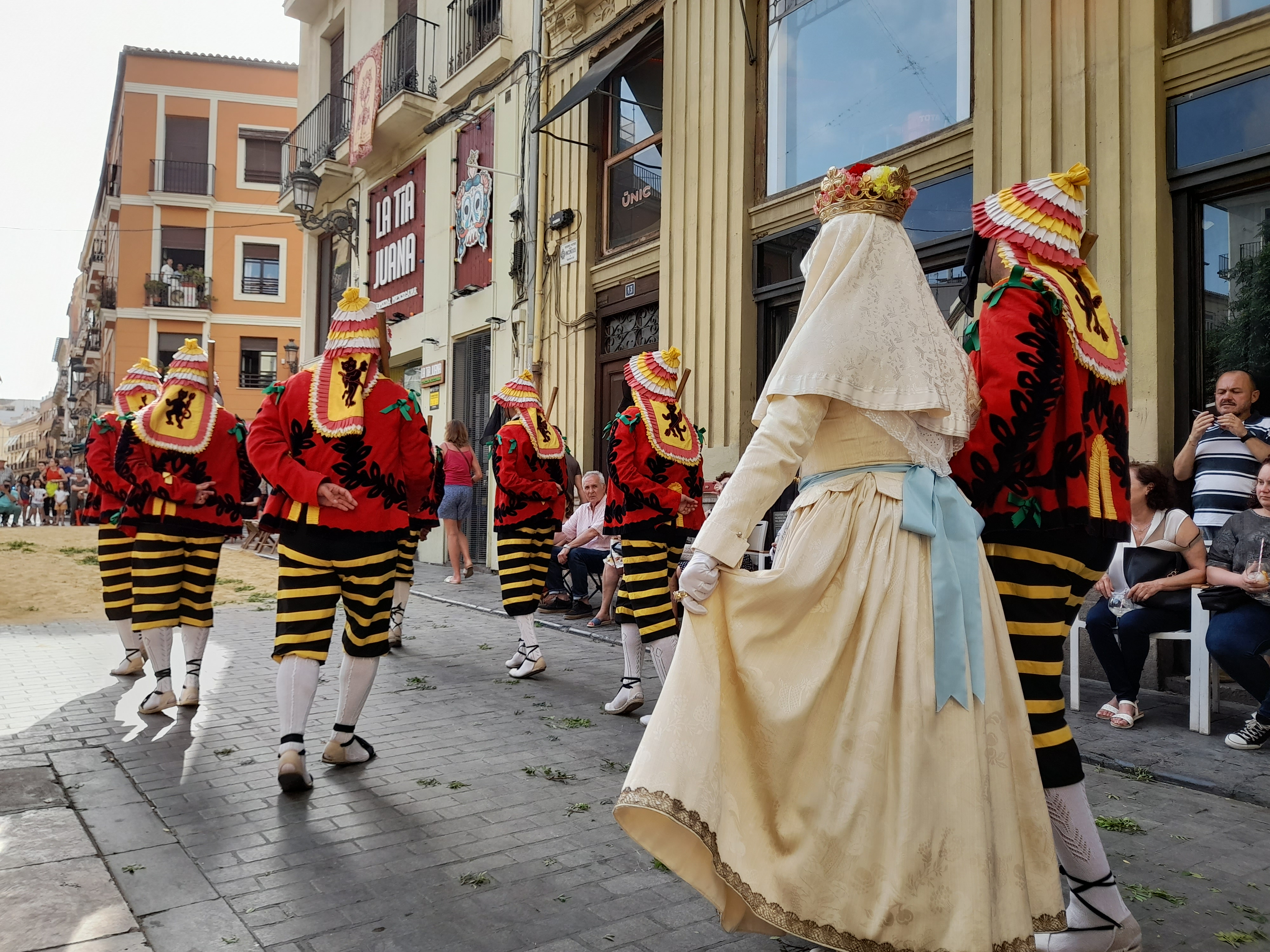
Marxa o desfilada
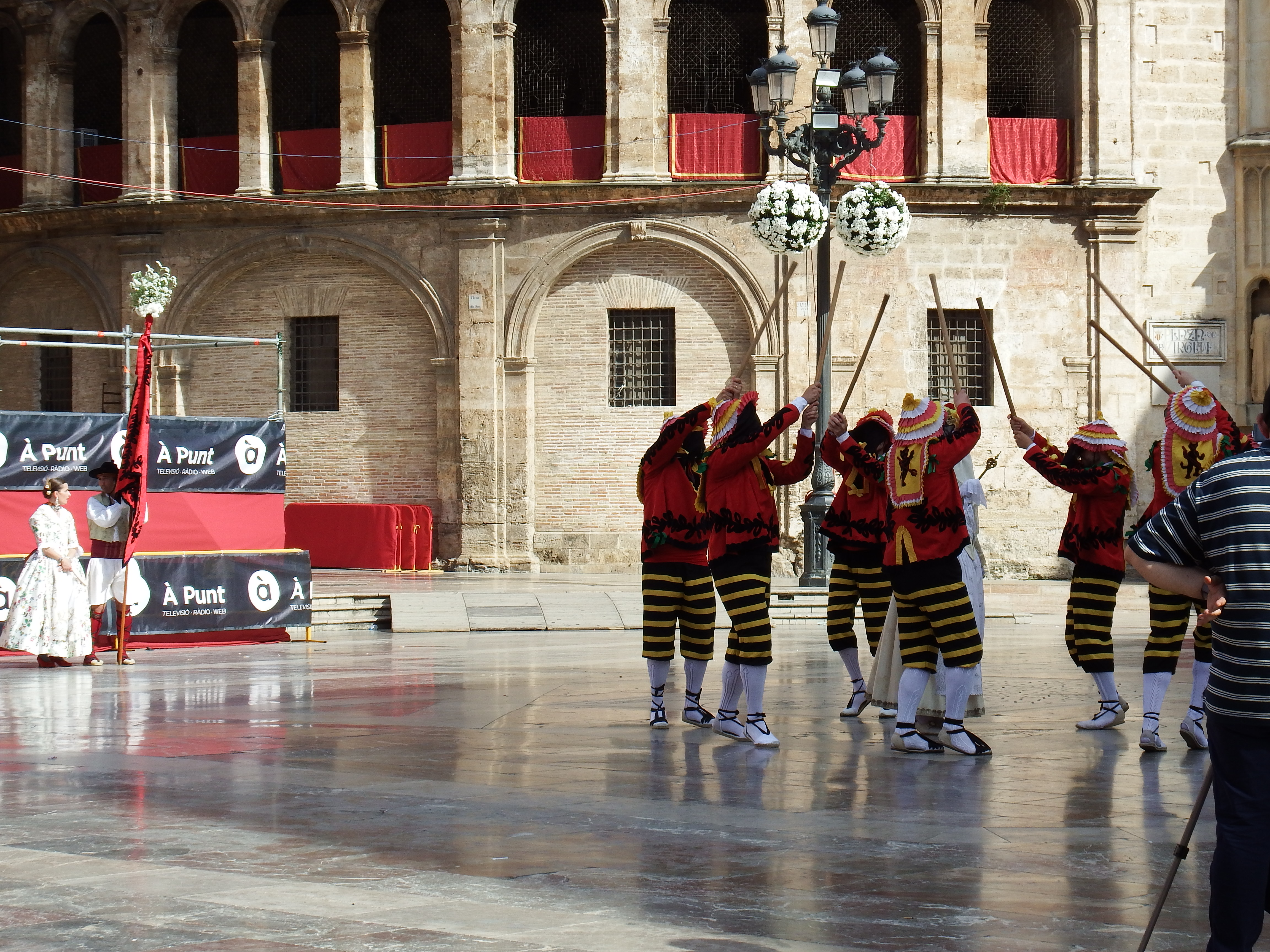
Iniciació a la tercera figura
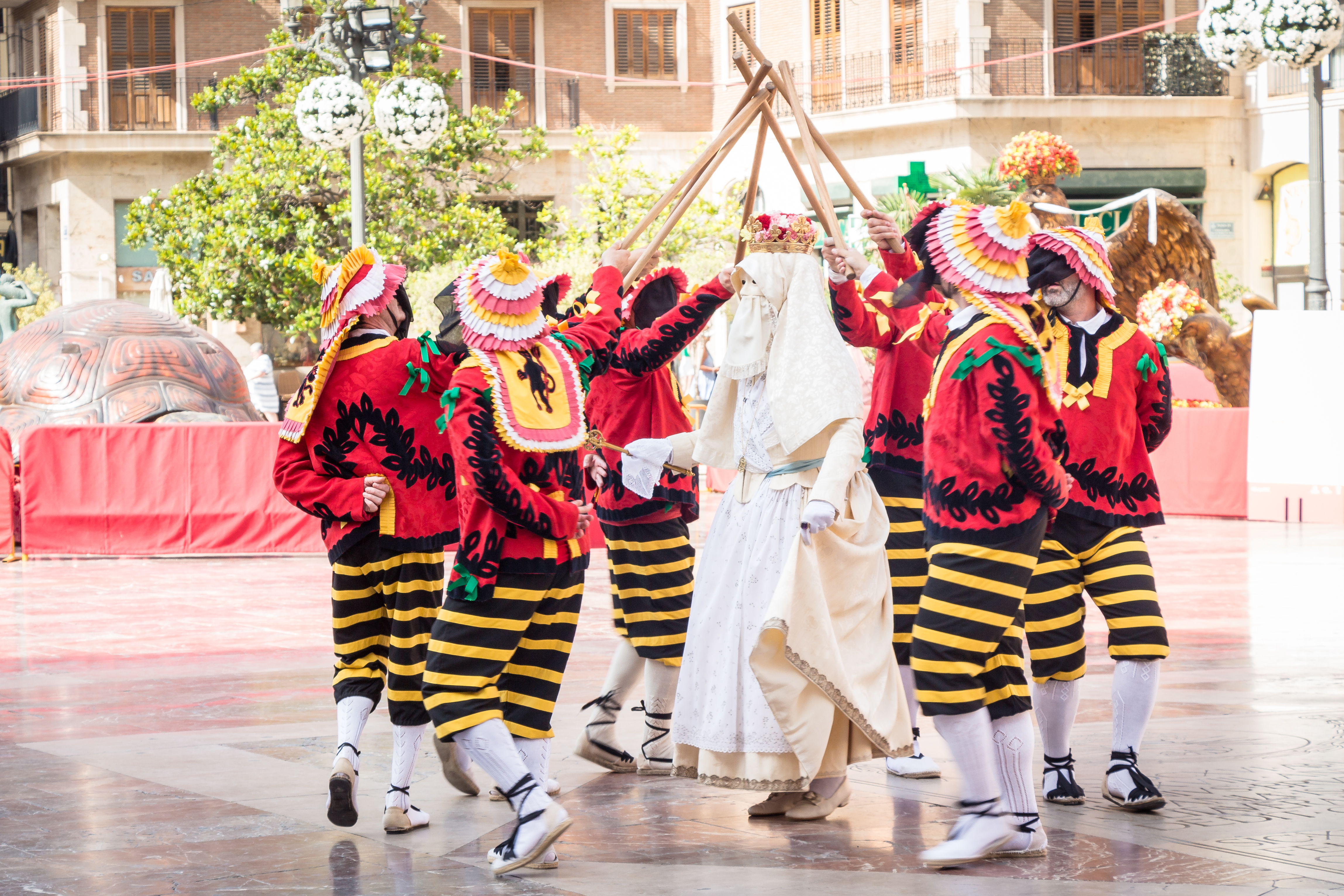
Tercera figura
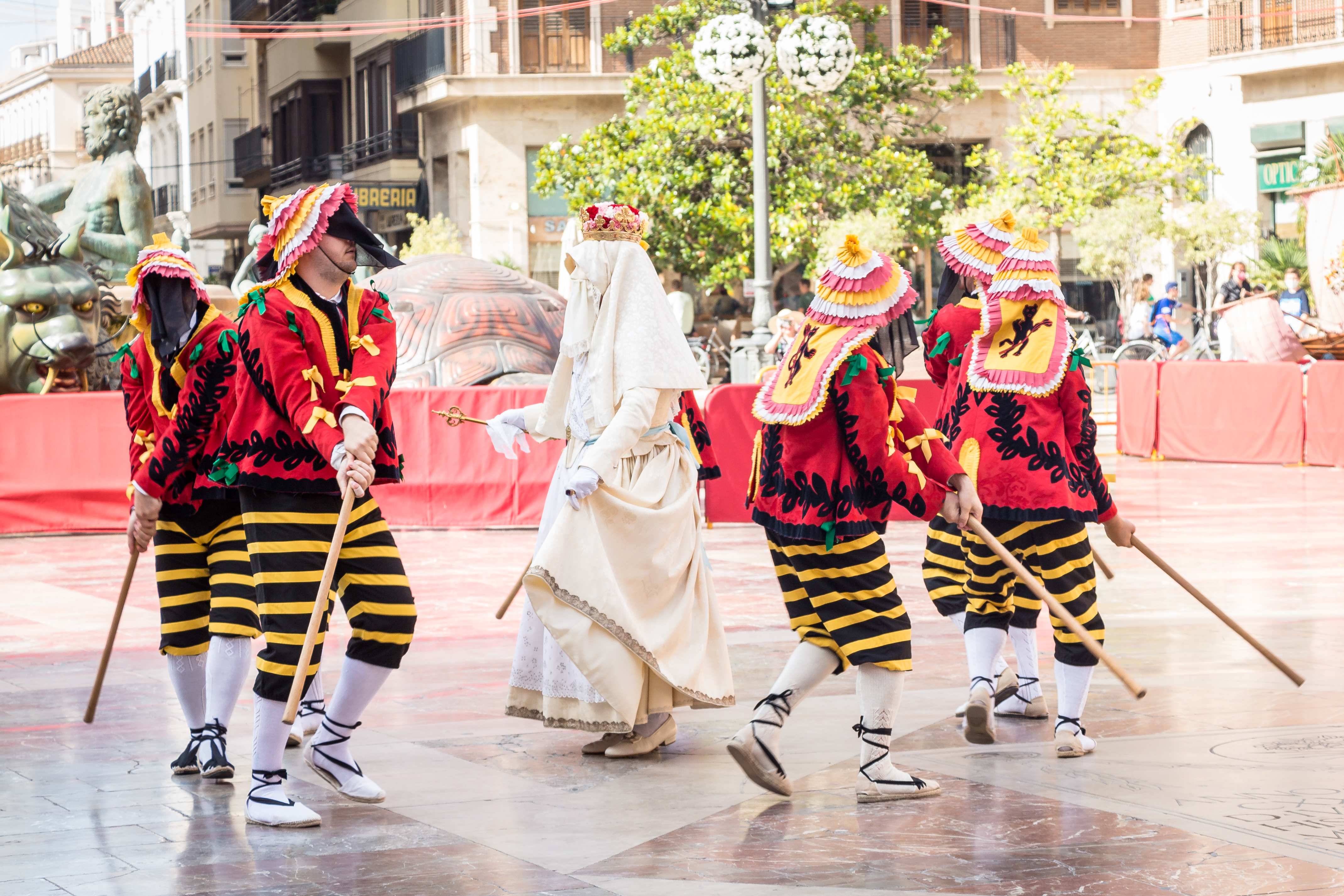
Cinquena figura
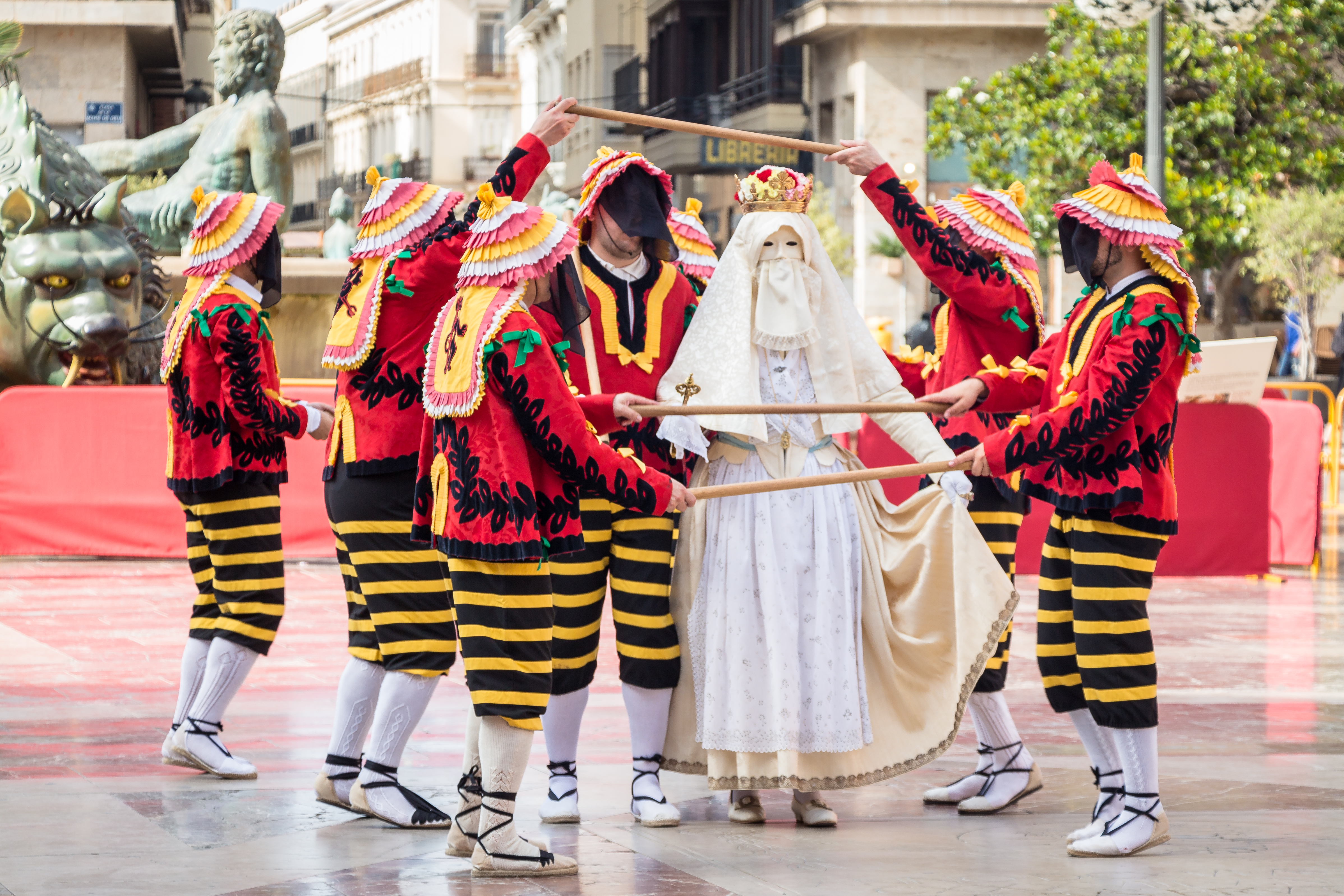
Part segona de la sisena figura
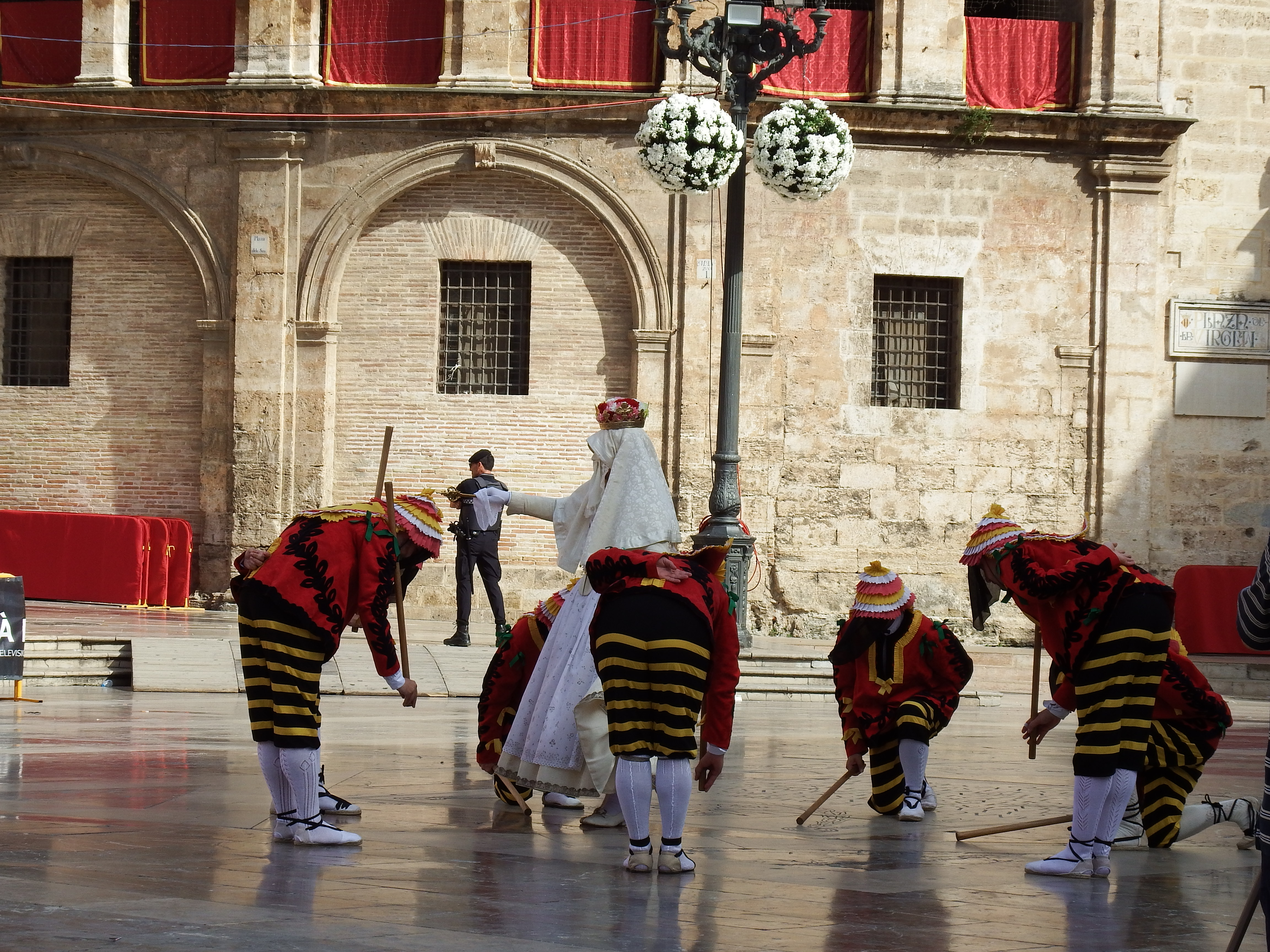
Final de la dansa

És en aquest moment quan els momos agafen els pals, fan una volta i fan una nova reverència a la Moma. A la tercera figura, a més de fer la presó giraran el cercle tant a la dreta com a l'esquerra.

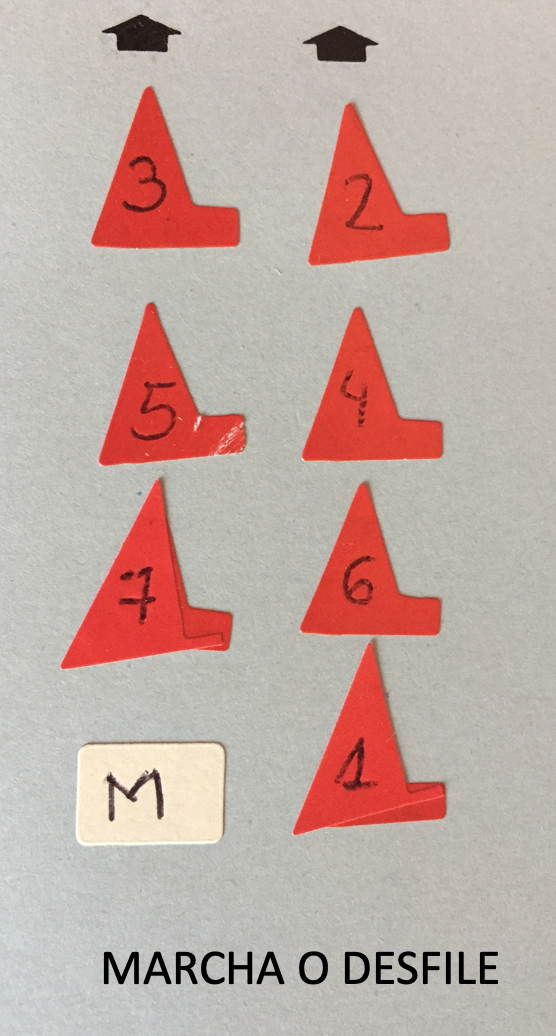
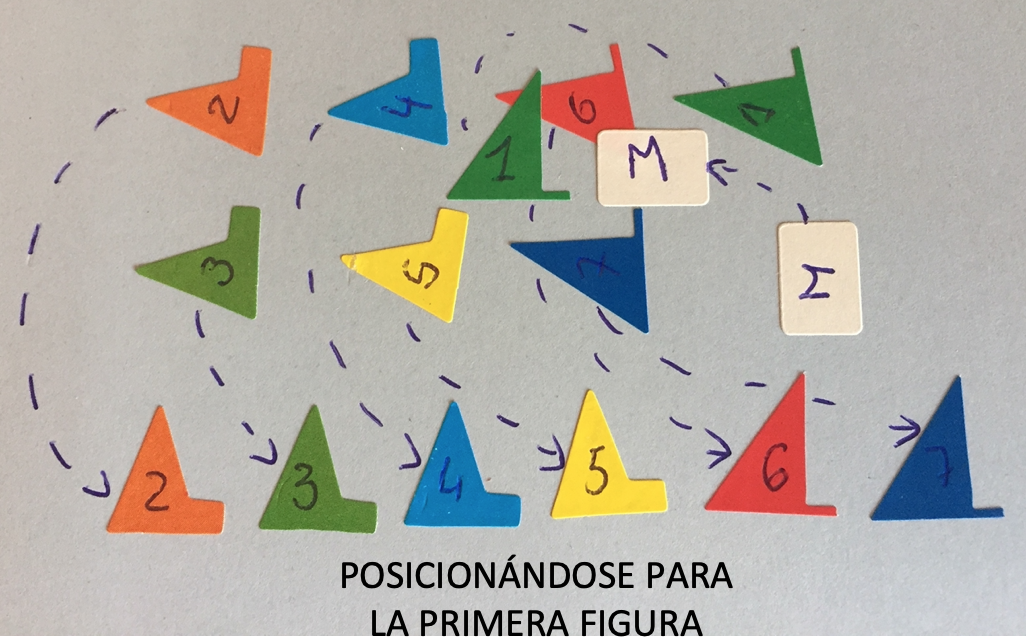
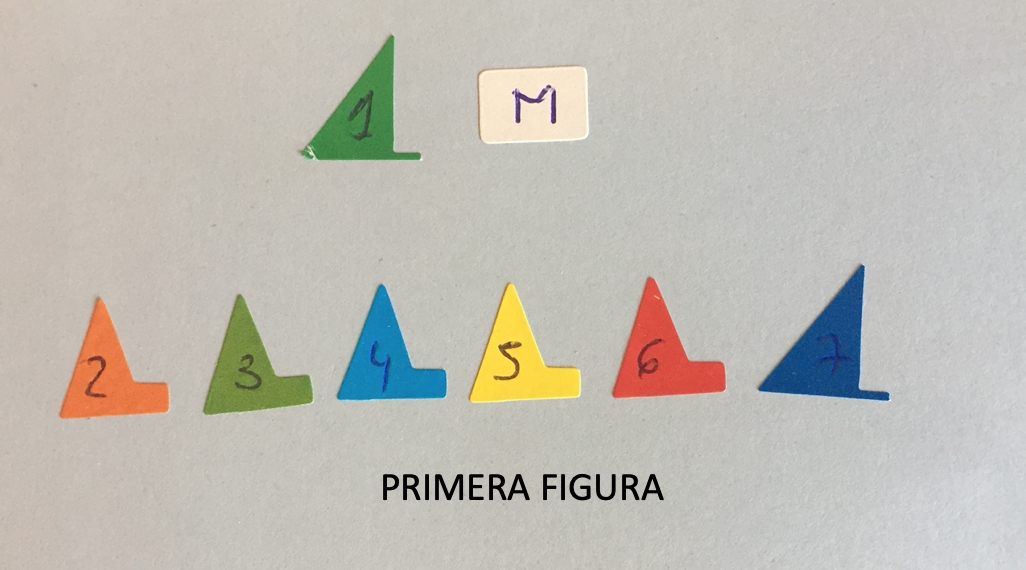
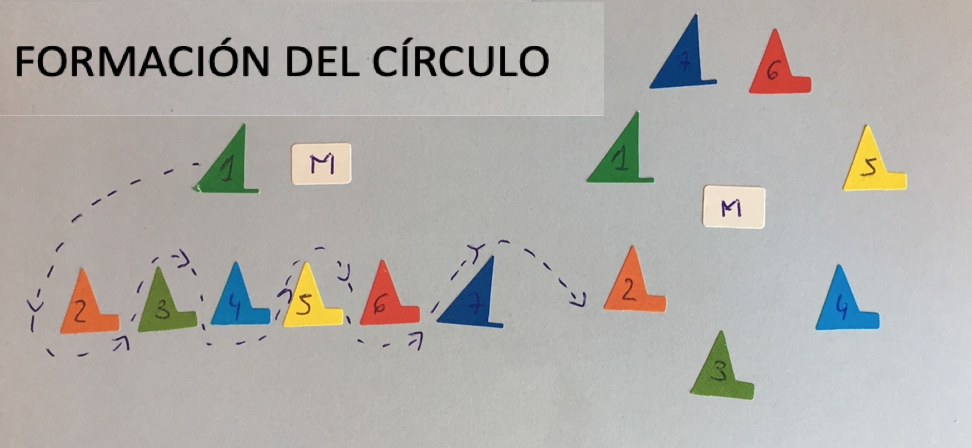
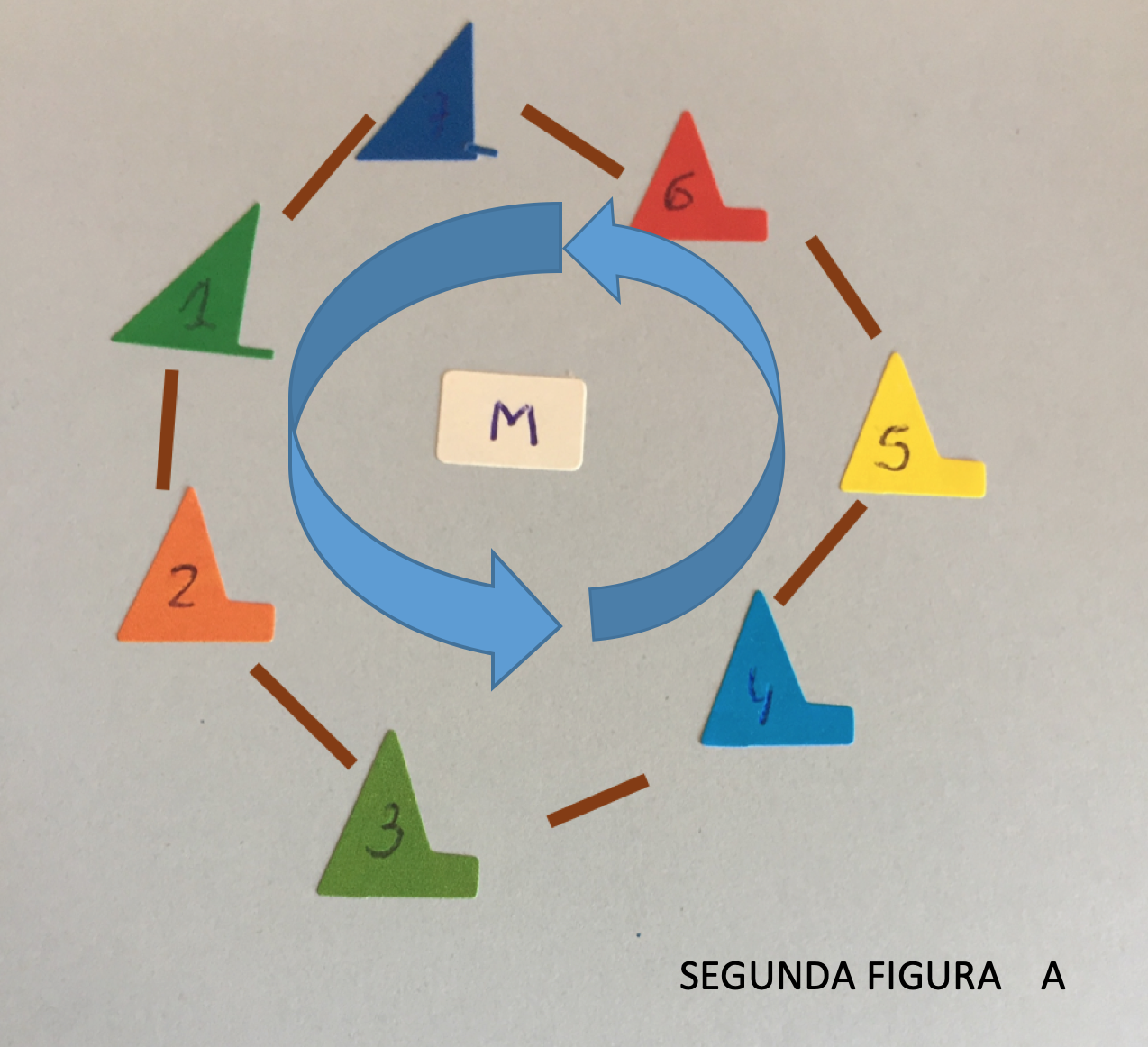
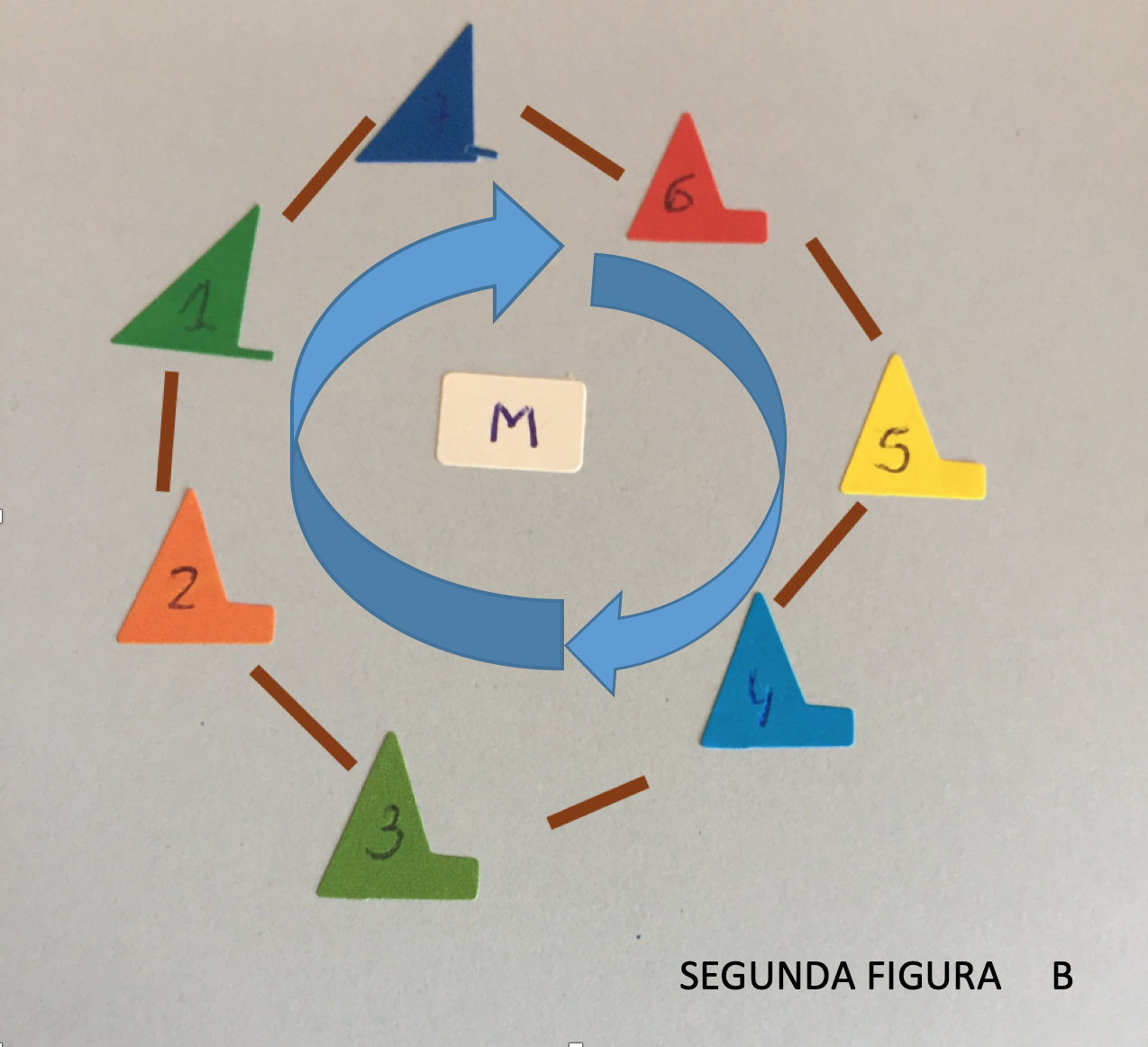
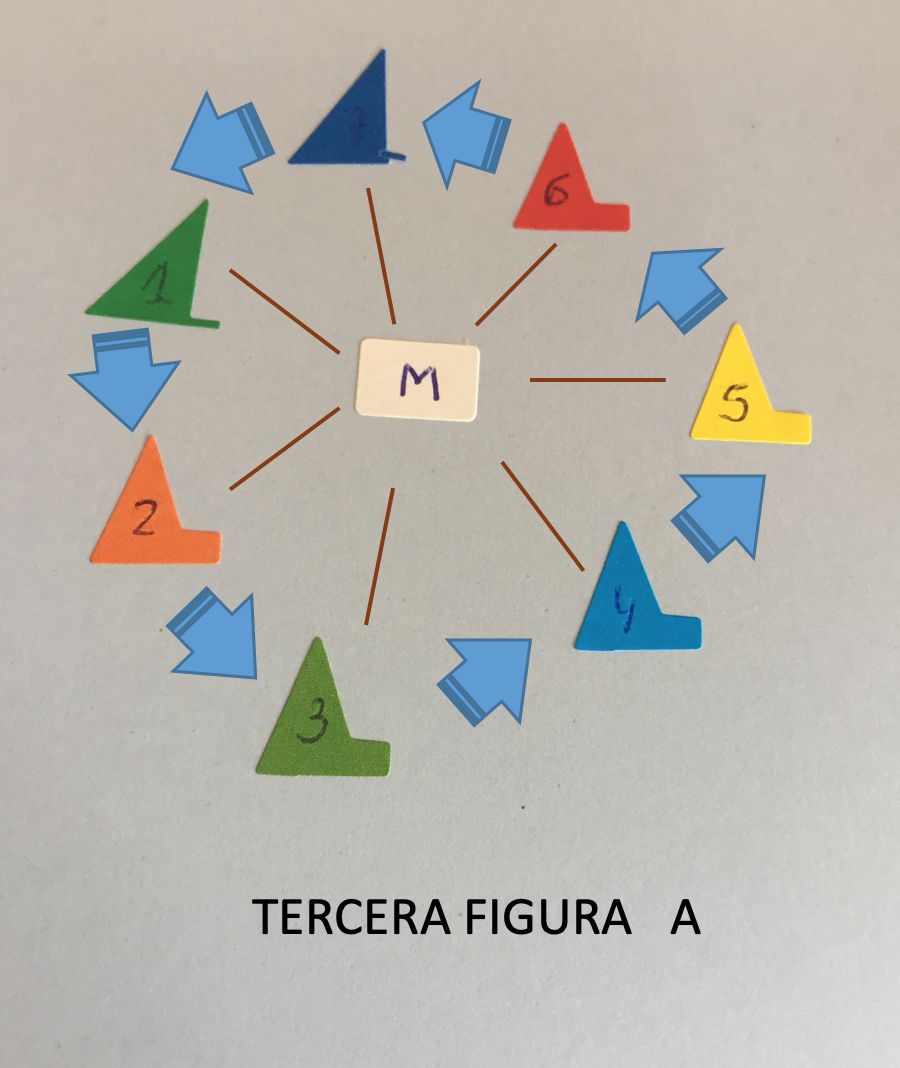
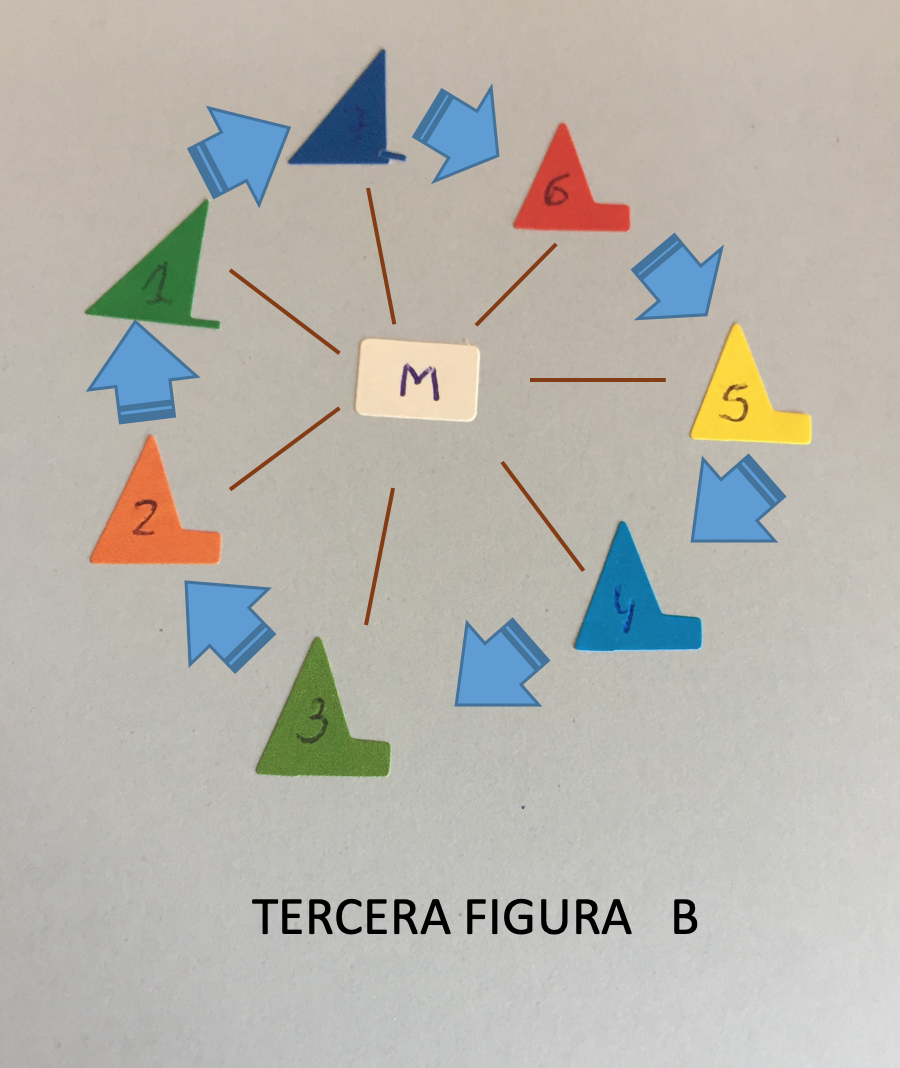
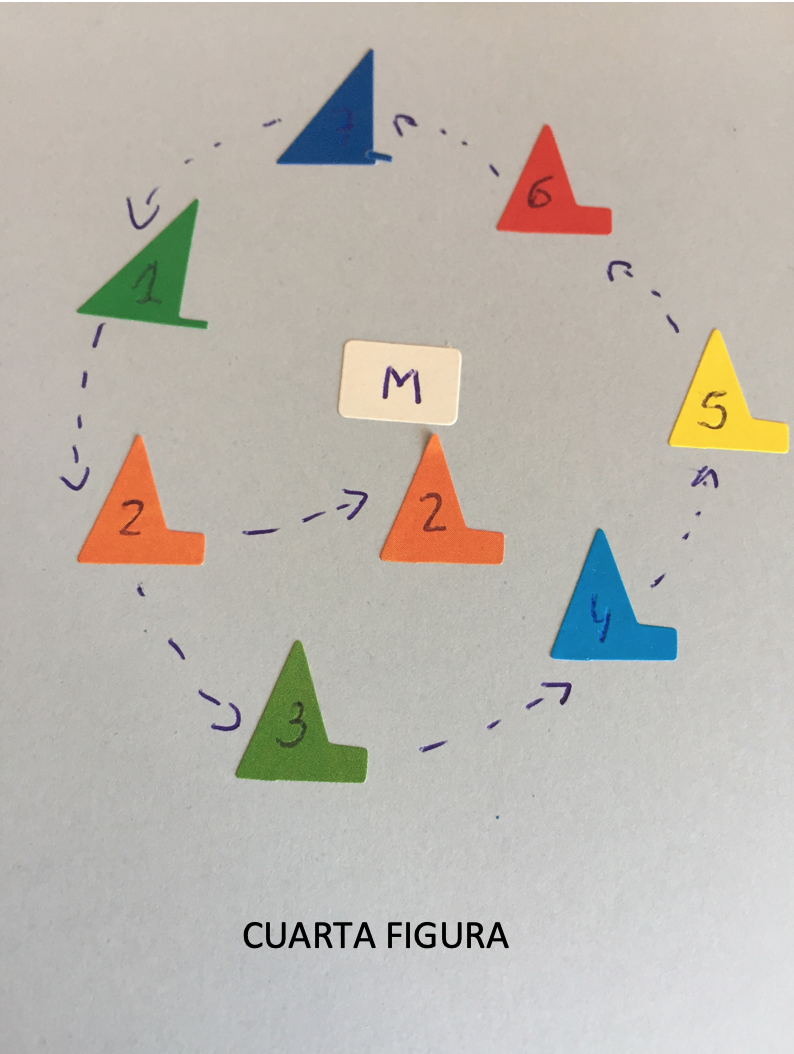
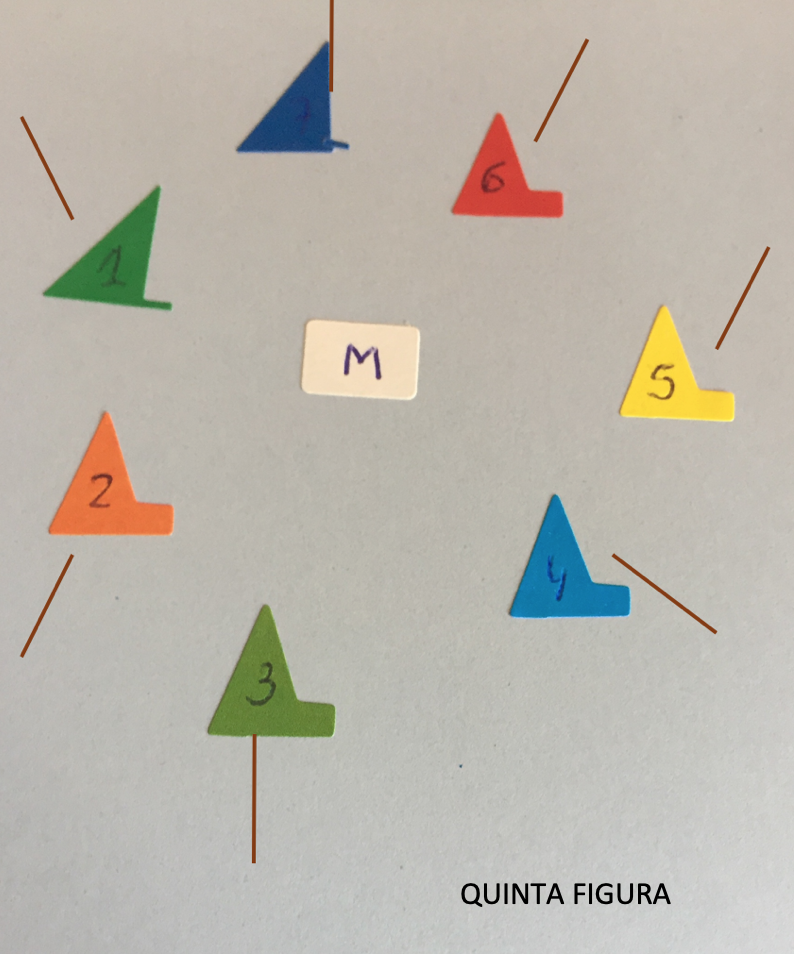
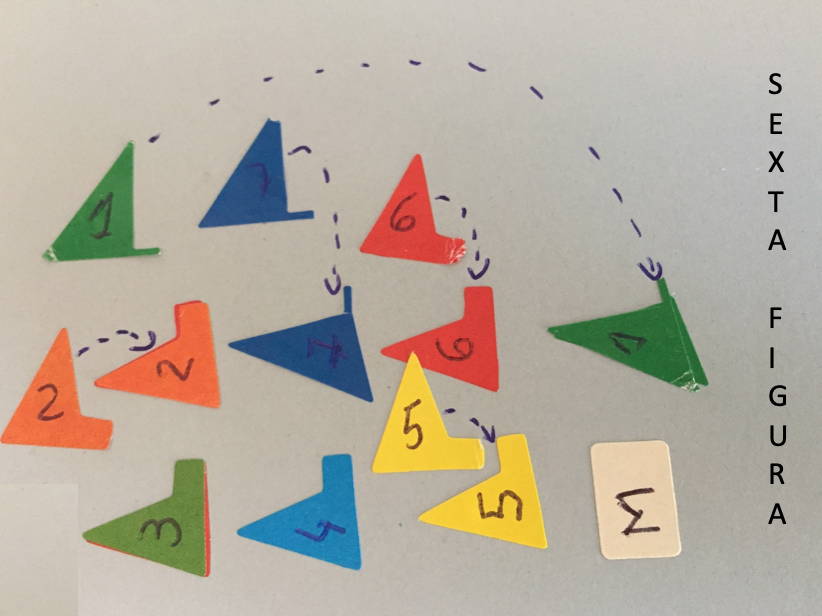
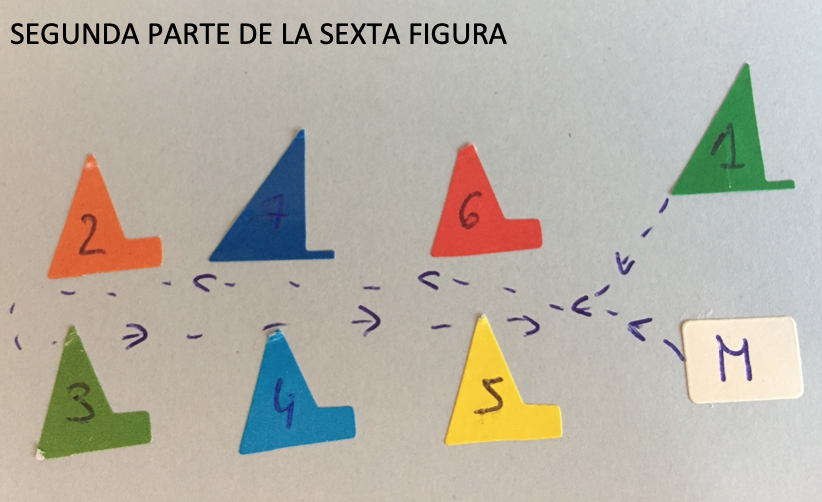
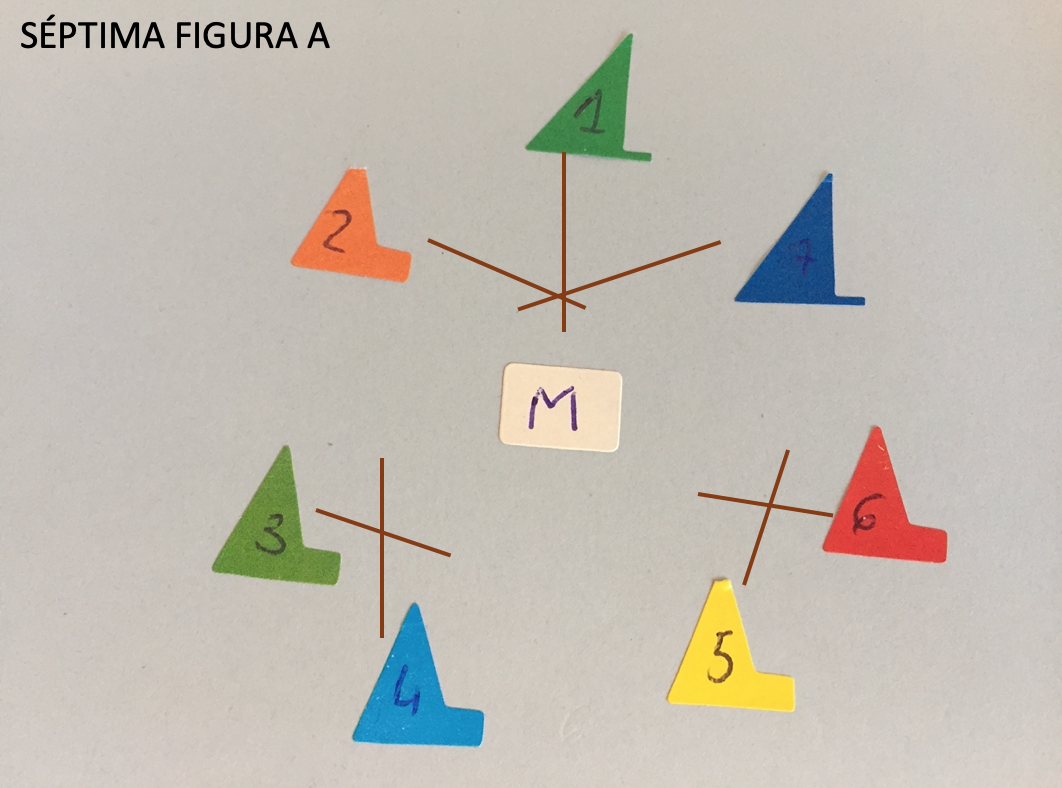
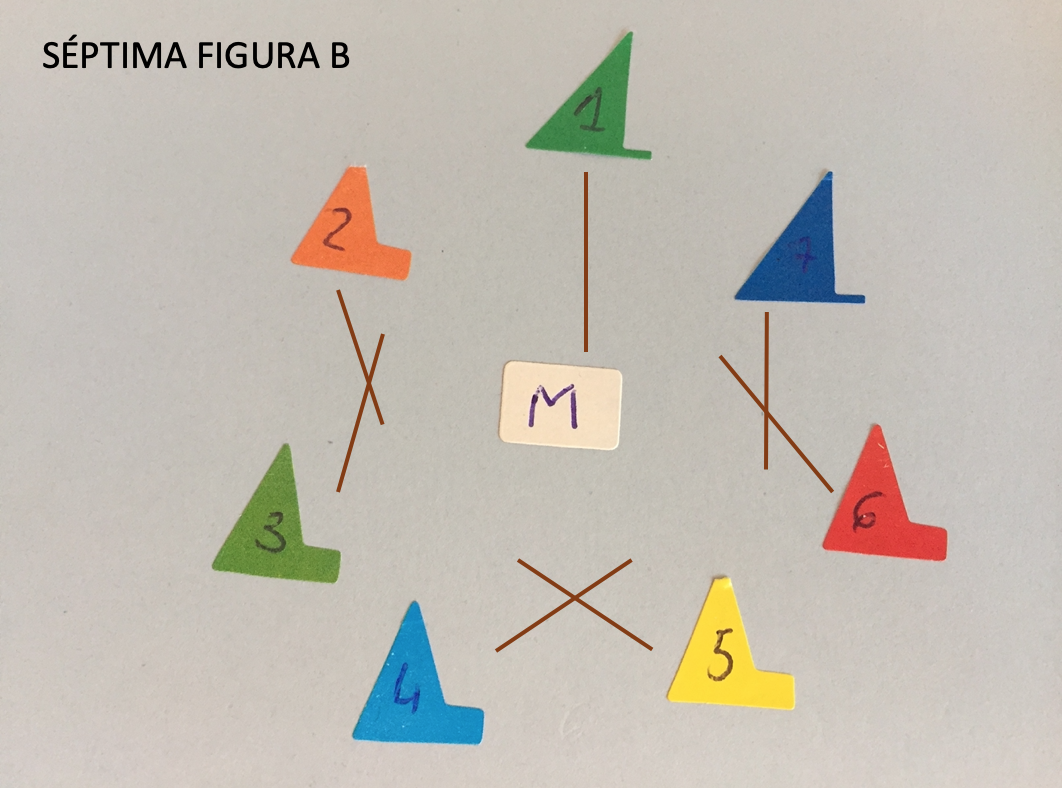

És ara quan s'inicien una sèrie de set melodies amb intermedis de tabal en les quals els momos ballen cadascú amb la Moma, mentre que la resta segueixen la seva dansa en cercle al seu voltant. Aquesta sèrie la inicia el segon pecat, com passava amb la marxa inicial i serà el primer pecat el que fa el darrer ball amb la Moma. Amb això cada momo tracta de seduir i pervertir la Moma, en no aconseguir-ho, cada momo acaba el seu intent amb una volta i una reverència cap a la Moma, tornant al seu lloc coincidint amb l'intermedi del tabal. Així amb cadascun dels set momos. Constitueix això la quarta figura.
La cinquena figura consisteix a alçar els pals cap a fora i simular voler enganxar la Moma amb ells tots alhora des del seu lloc a la rotllana al voltant de la Virtut. Aquesta figura acaba quan la Moma segueix victoriosa malgrat els esforços dels momos per intimidar-la, coincidint amb el final de la melodia.
És ara quan els momos intenten fer passar la Moma per un pont, intentant fer-la caure. D'aquesta manera, a l'intermedi del “tabalet”, el primer pecat surt i agafa del braç la Moma, i la fa passar entre dues fileres de tres momos que es donen la cara mútuament. Quan torna a iniciar la melodia de la dolçaina els moss alcen els pals i els agafen per parelles, formant un pont per sota del qual passa en tots dos sentits la Moma després del primer pecat. Aquesta és la sisena figura.

En no derrotar la Moma, els moss tornen a la formació de la rotllana i amb la segona melodia inicien una lluita que representen amb el pal, que consta de dues parts segons amb qui es colpegen.

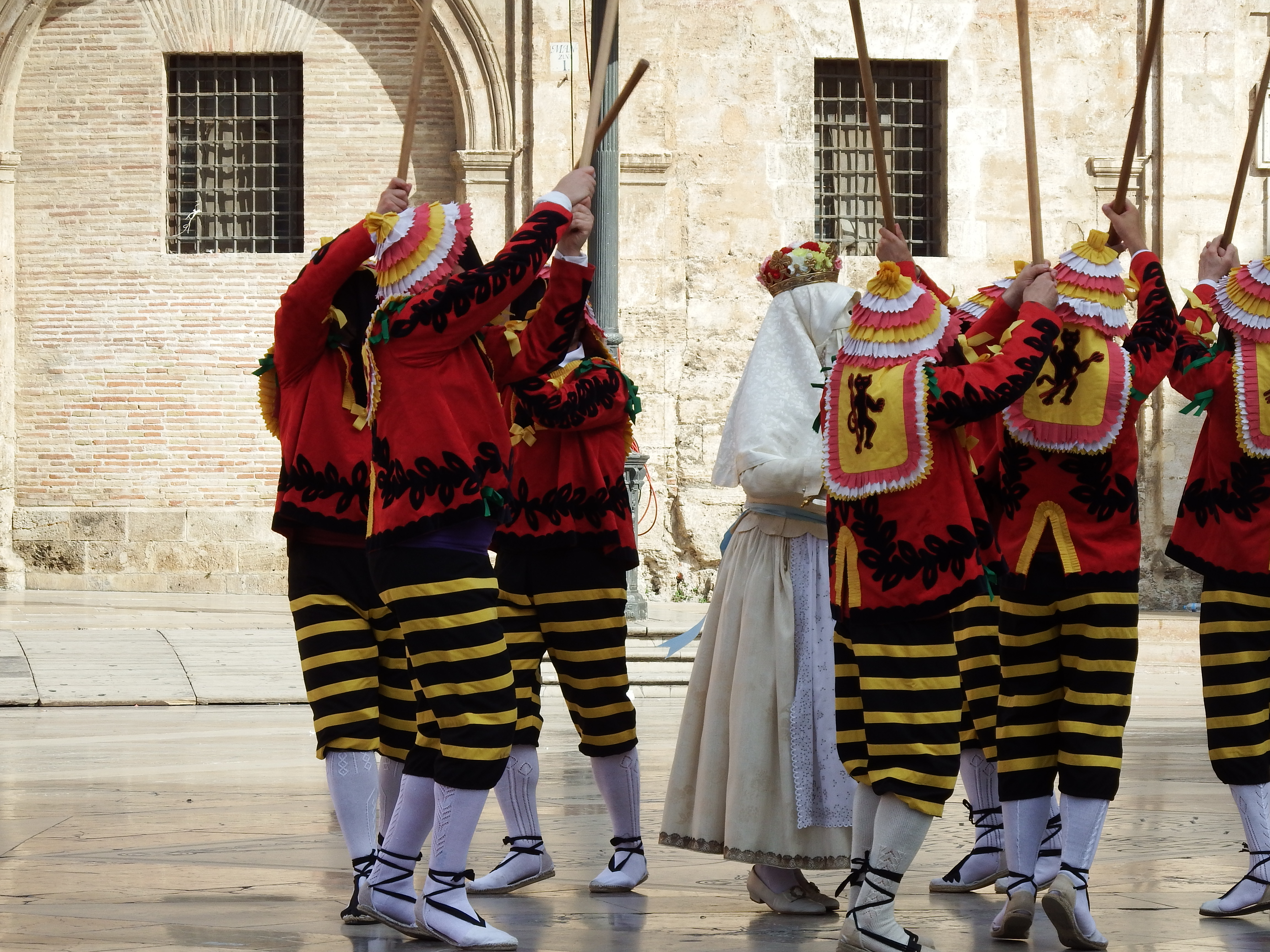
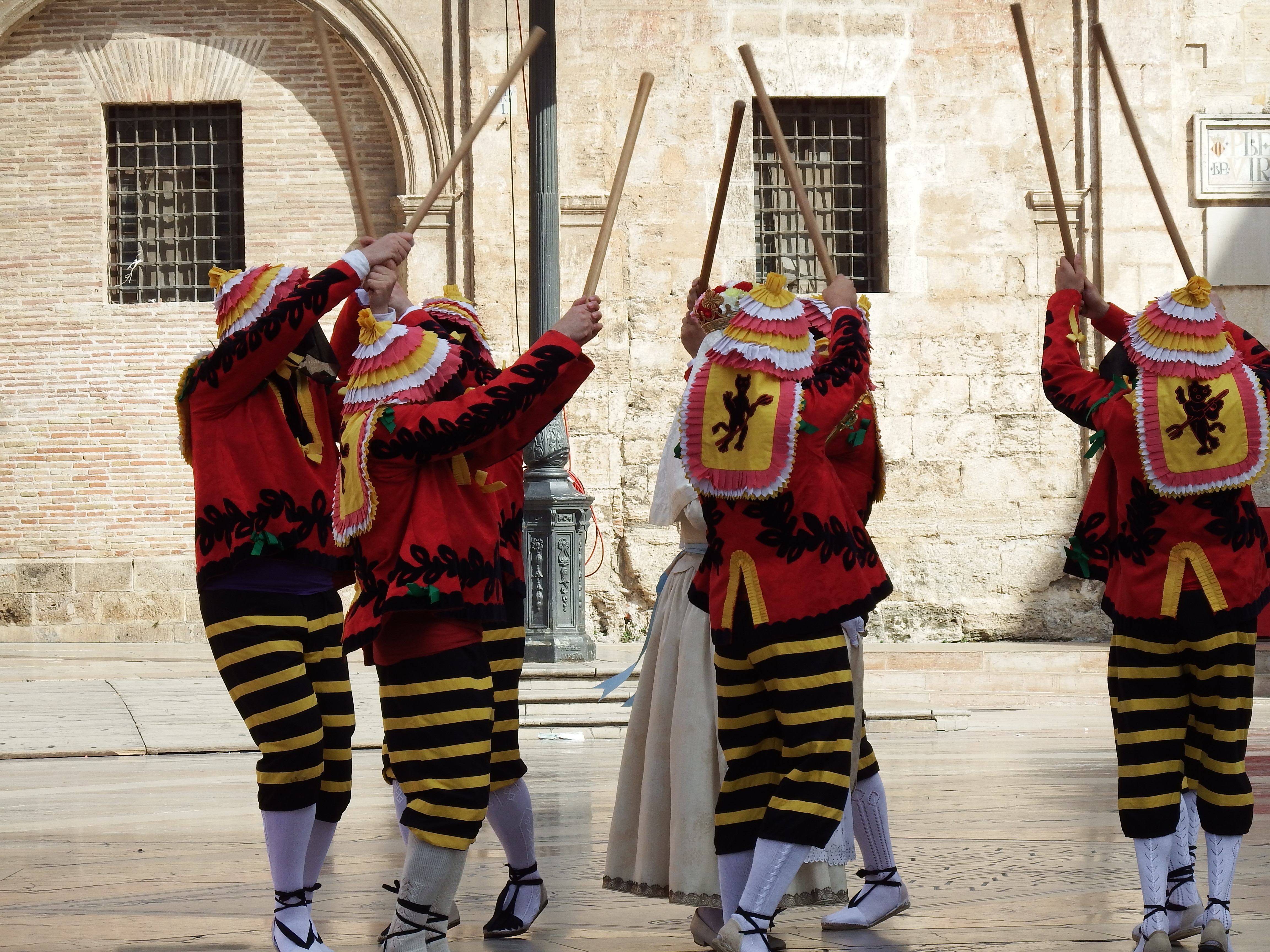
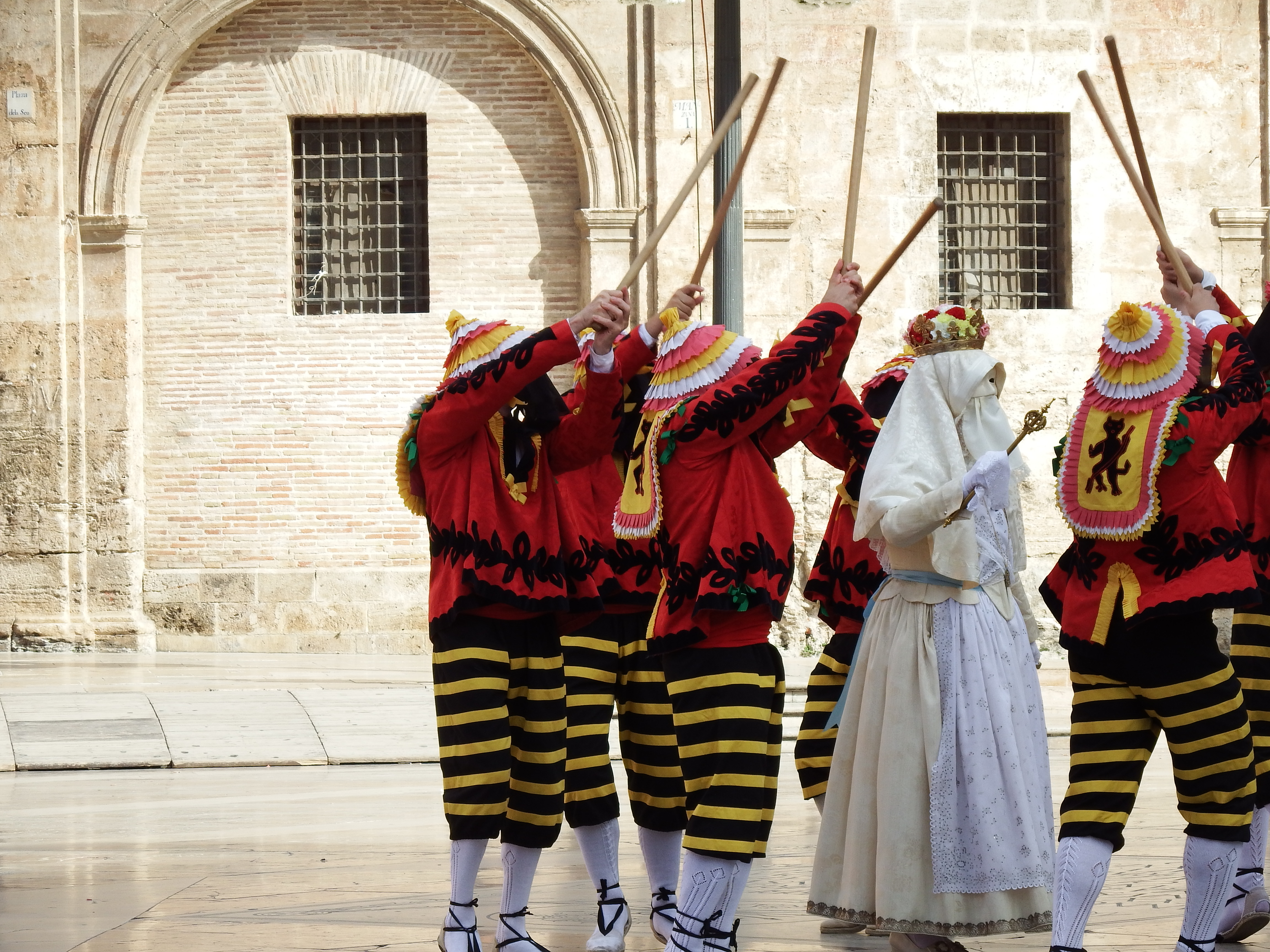
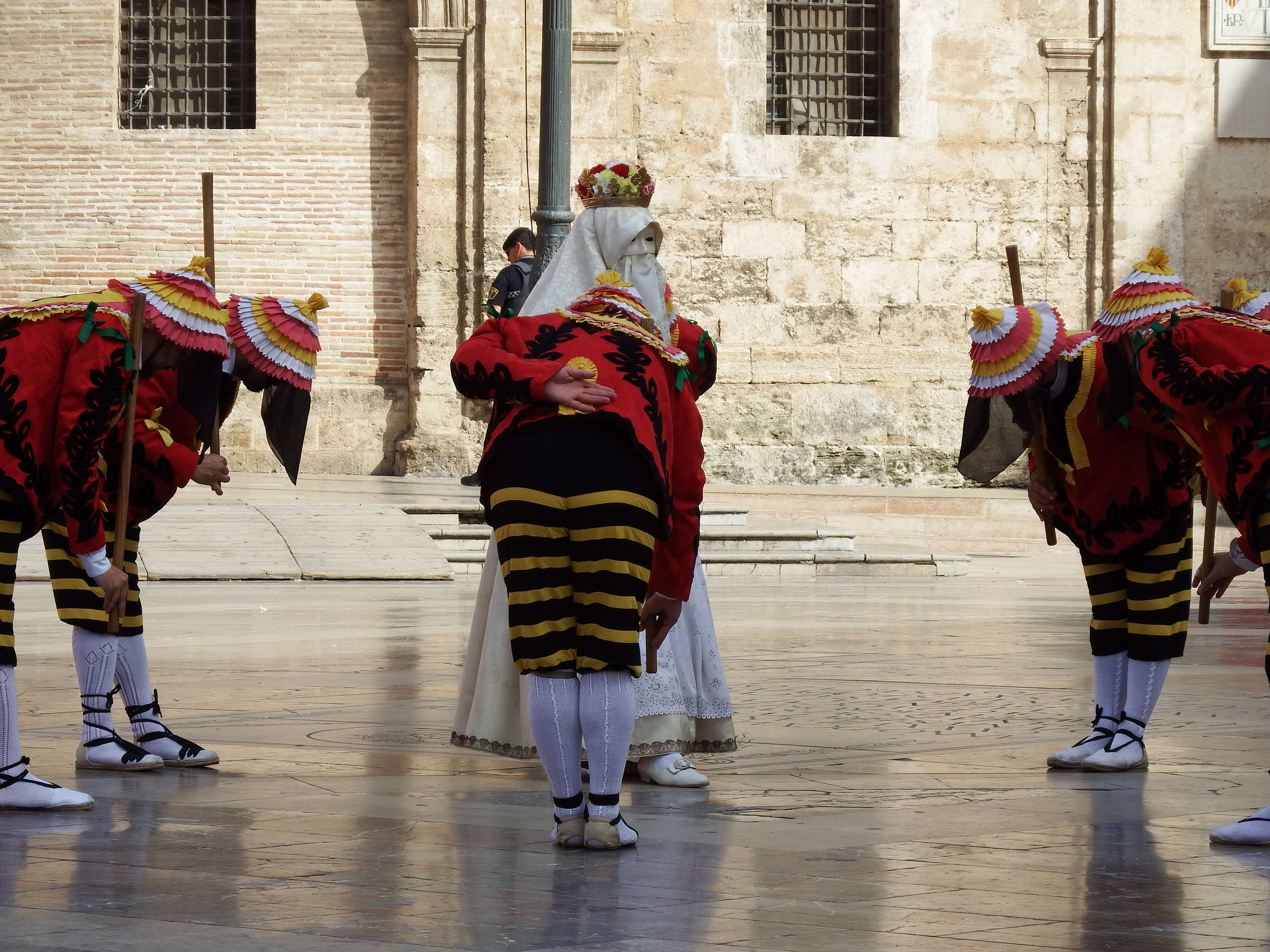
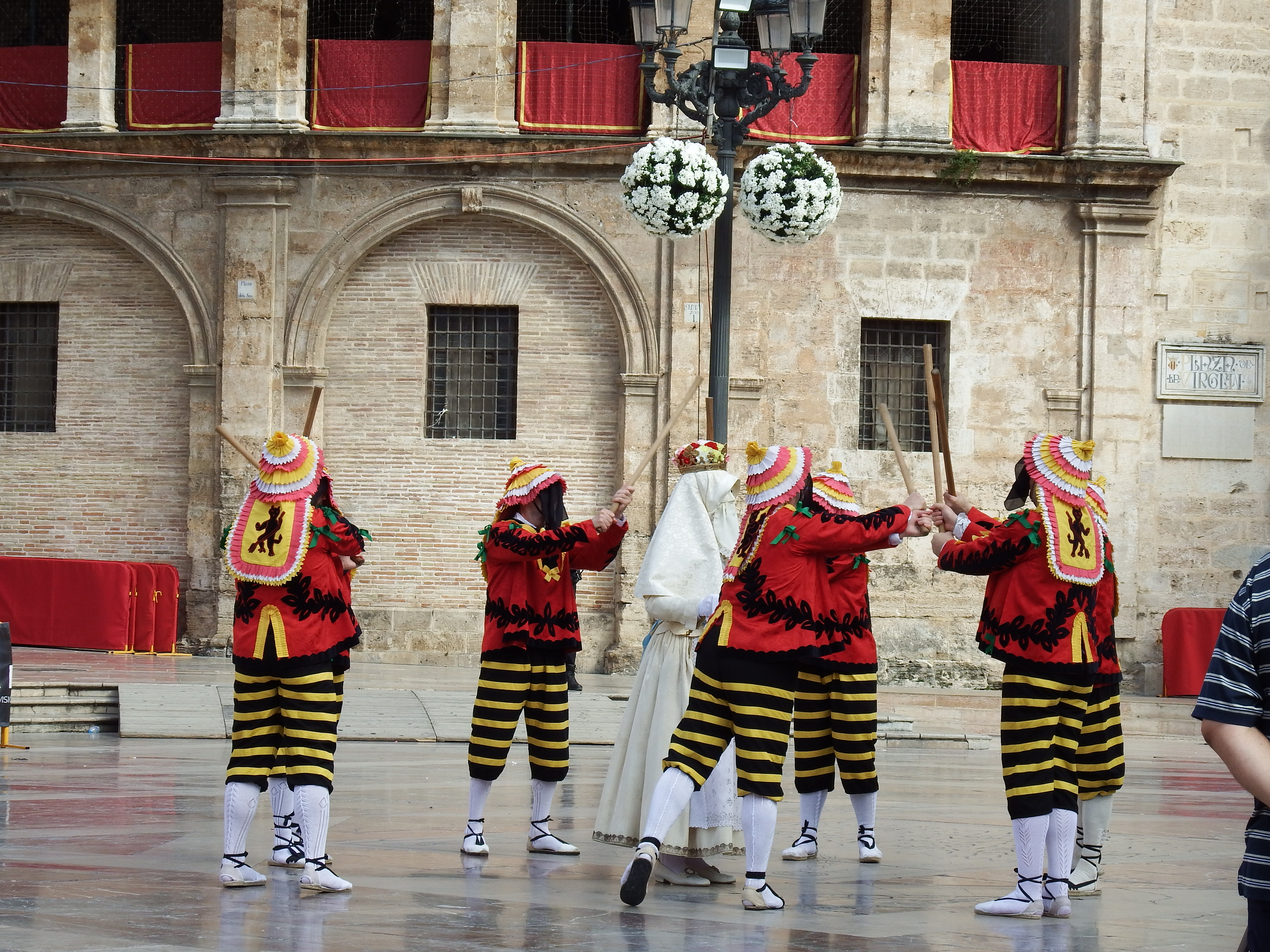
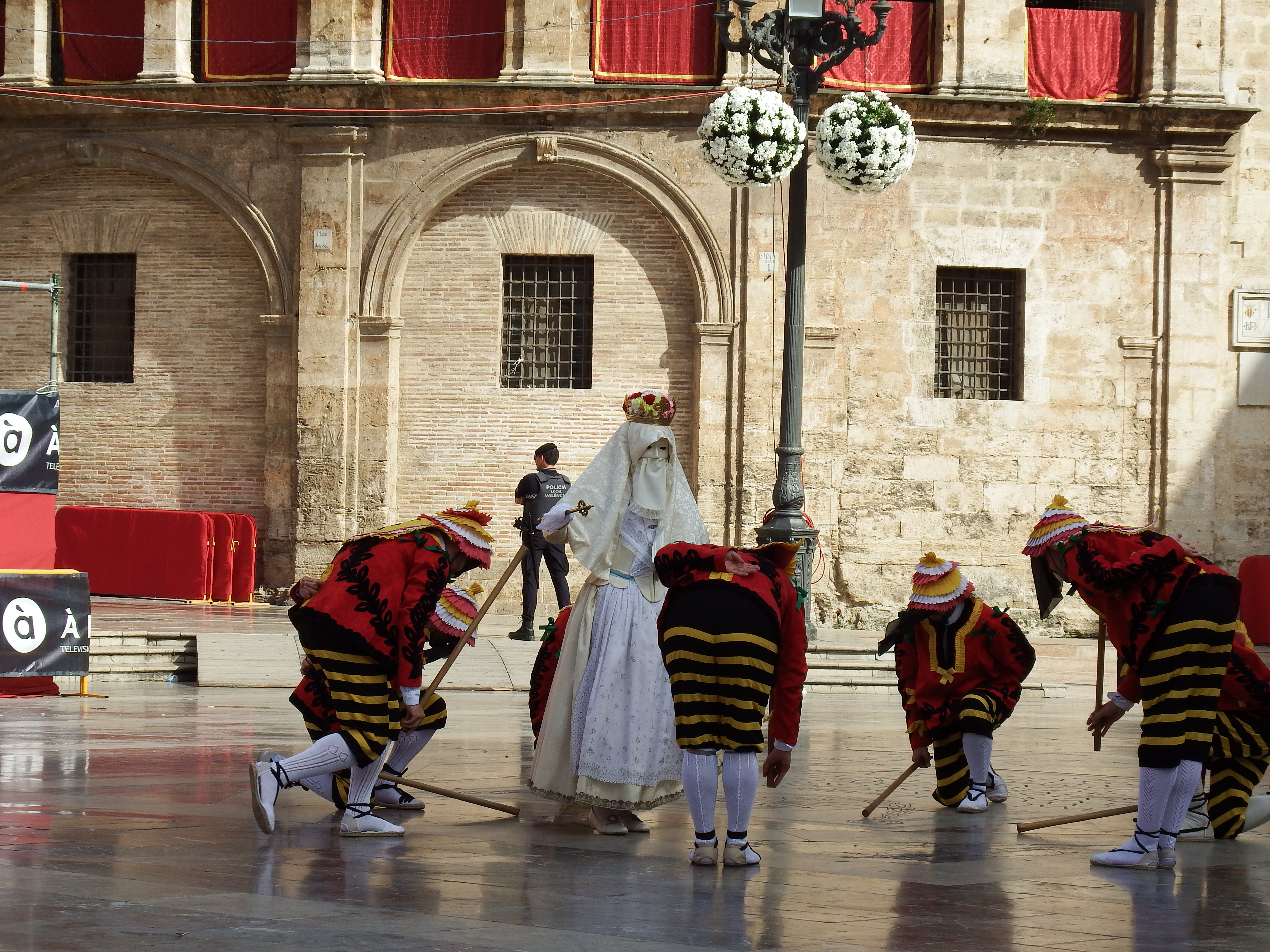
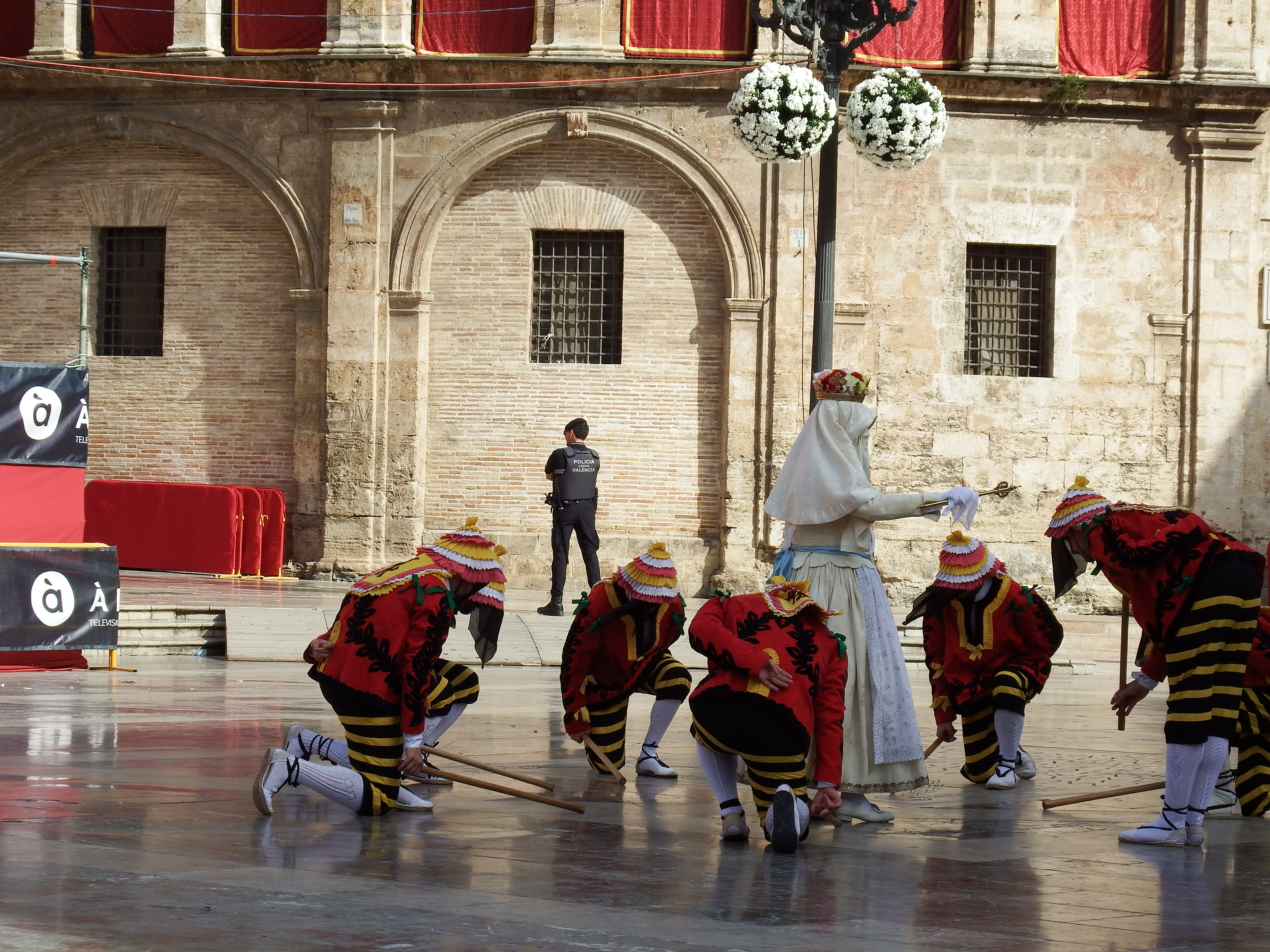
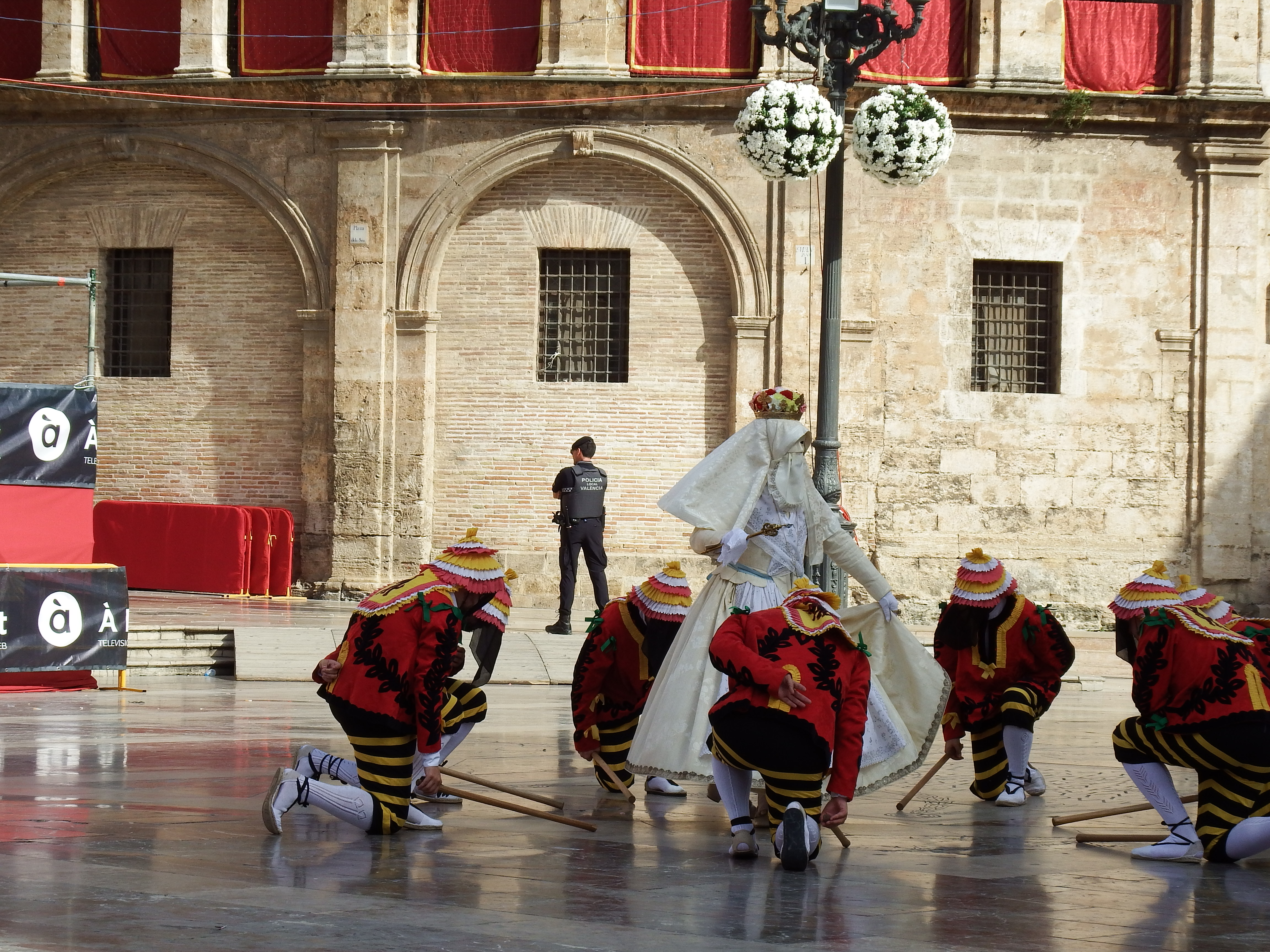

Donen lloc així a la setena figura. Amb la primera part de la melodia els momos fan dues voltes, una cap a dreta i una altra cap a esquerra, seguides de dos cops de pal (figura A), es repeteix la primera part de la melodia que torna a consistir en dues voltes seguides de dos cops de pal, però seguint la figura B.
Durant la segona part de la melodia, tota l'estona es realitza paloteig, sis cops en total, dos segons la figura A, dos segons la figura B i després novament dos segons la figura A. Com que a la figura B el primer pecat no té company a qui copejar, ho fa a terra.
La dansa acaba amb una volta sobre si mateixos, inclinant-se els momos davant la Moma, i recolzant els seus pals a terra simbolitzant la derrota. En aquest moment la Moma copeja amb el seu ceptre el cap dels momos, i aquests cauran de genolls davant d'ella que es lliga d'aquesta manera victoriosa.